# Lista monumentelor istorice din județul Vrancea

Simbol utilizat în România pentru monumentele istorice

Lista monumentelor istorice din județul Vrancea cuprinde monumentele istorice din județul Vrancea înscrise în Patrimoniul cultural național al României. Lista completă este menținută și actualizată periodic de către Ministerul Culturii, Cultelor și Patrimoniului Național din România, ultima versiune datând din 2015.

| Cod LMI                                             | Denumire                                                                     | Localitate                                      | Localizare | Datare, Creatori                                                                      | Imagine               | Erori             |
| --------------------------------------------------- | ---------------------------------------------------------------------------- | ----------------------------------------------- | --- | ------------------------------------------------------------------------------------- | --------------------- | ----------------- |
| VN-I-s-B-06339 (RAN: 174753.01)                     | Așezarea de la Focșani, punct „Bariera Cotești”                              | municipiul Focșani                              | Zona de S a orașului, la 500 m de calea ferată, în pct. Bariera Cotești                                                    | Neolitic timpuriu, Cultura Starcevo - Criș                                            | Încarcă foto \| video | Raportează eroare |
| VN-I-s-B-06340 (LMI92: 40A0002) (RAN: 174879.01)    | Așezarea de la Adjud, punct „Movilița”                                       | oraș Adjud                                      | „Movilița”, zona de N-V a orașului, în dreapta drumului spre Urechești                                                     | Epoca bronzului, Cultura Monteoru, faza Ic 3                                          | Încarcă foto \| video | Raportează eroare |
| VN-I-s-B-06341 (LMI92: 40A0005) (RAN: 174879.04)    | Așezarea de la Adjud, punct „Lutărie”                                        | oraș Adjud                                      | „Lutărie”, fostul sat Adjudu Vechi, actual cartier al orașului, la E                                                       | Epoca bronzului, Cultura Monteoru, faza Ic 3                                          | Încarcă foto \| video | Raportează eroare |
| VN-I-s-B-06342 (LMI92: 40A0006) (RAN: 174879.05)    | Așezarea medievală de la Adjud, punct „Lutărie”                              | oraș Adjud                                      | „Lutărie”, fostul sat Adjudu Vechi, actual cartier al orașului, la S                                                       | sec. XVII, Epoca medievală                                                            | Încarcă foto \| video | Raportează eroare |
| VN-I-s-B-06343 (LMI92: 40A0007) (RAN: 174879.06)    | Situl arheologic de la Adjud, punct „Islaz”                                  | oraș Adjud                                      | „Islaz”, fostul sat Adjudu Vechi, actual cartier al orașului, la 1,5 km S de fosta vatră a satului                         |                                                                                       | Încarcă foto \| video | Raportează eroare |
| VN-I-s-B-06344 (LMI92: 40A0003) (RAN: 174879.07)    | Situl arheologic de la Adjud                                                 | oraș Adjud                                      | Str. Cuza Alexandru Ioan                                                                                                   | Epoca bronzului                                                                       | Încarcă foto \| video | Raportează eroare |
| VN-I-m-B-06344.01 (RAN: 174879.07.03)               | Așezare                                                                      | oraș Adjud                                      | Str. Cuza Alexandru Ioan                                                                                                   | Epoca medievală                                                                       | Încarcă foto \| video | Raportează eroare |
| VN-I-m-B-06344.02 (RAN: 174879.07.02)               | Așezare                                                                      | oraș Adjud                                      | Str. Cuza Alexandru Ioan                                                                                                   | Epoca bronzului, Cultura Monteoru, faza II b                                          | Încarcă foto \| video | Raportează eroare |
| VN-I-m-B-06344.03 (RAN: 174879.07.01)               | Așezare                                                                      | oraș Adjud                                      | Str. Cuza Alexandru Ioan                                                                                                   | Epoca bronzului, Cultura Monteoru, faza II a                                          | Încarcă foto \| video | Raportează eroare |
| VN-I-s-B-06345 (LMI92: 40A0004) (RAN: 174879.03)    | Așezare                                                                      | oraș Adjud                                      | Str. Islaz, pe direcția șoselei spre Copăcești                                                                             | Epoca bronzului, Cultura Monteoru                                                     | Încarcă foto \| video | Raportează eroare |
| VN-I-s-B-06346 (RAN: 175135.01)                     | Situl arheologic de la Andreiașu                                             | sat Andreiașu de Jos; comuna Andreiașu de Jos   | La 500 m SV de sat |                                                                                       | Încarcă foto \| video | Raportează eroare |
| VN-I-m-B-06346.01 (RAN: 175135.01.02)               | Așezare                                                                      | sat Andreiașu de Jos; comuna Andreiașu de Jos   | La 500 m SV de sat | Epoca bronzului, Cultura Monteoru                                                     | Încarcă foto \| video | Raportează eroare |
| VN-I-m-B-06346.02 (RAN: 175135.01.01)               | Așezare                                                                      | sat Andreiașu de Jos; comuna Andreiașu de Jos   | La 500 m SV de sat | Eneolitic, Cultura Cucuteni                                                           | Încarcă foto \| video | Raportează eroare |
| VN-I-s-A-06347 (RAN: 177575.01)                     | Situl arheologic de la Anghelești                                            | sat Anghelești; comuna Ruginești                | „Cetățuia”, la N de sat |                                                                                       | Încarcă foto \| video | Raportează eroare |
| VN-I-m-A-06347.01 (RAN: 177575.01.02)               | Așezare                                                                      | sat Anghelești; comuna Ruginești                | „Cetățuia”, la N de sat | Epoca bronzului                                                                       | Încarcă foto \| video | Raportează eroare |
| VN-I-m-A-06347.02 (RAN: 177575.01.01)               | Așezare fortificată                                                          | sat Anghelești; comuna Ruginești                | „Cetățuia”, la N de sat | Eneolitic                                                                             | Încarcă foto \| video | Raportează eroare |
| VN-I-s-B-06348 (RAN: 175215.01)                     | Situl arheologic de la Bălești                                               | sat Bălești; comuna Bălești                     | La SE de sat, punct „Movila”                                                                                               |                                                                                       | Încarcă foto \| video | Raportează eroare |
| VN-I-m-B-06348.01 (RAN: 175215.01.02)               | Așezare                                                                      | sat Bălești; comuna Bălești                     | La SE de sat, punct „Movila”                                                                                               | Hallstatt, Cultura Basarabi                                                           | Încarcă foto \| video | Raportează eroare |
| VN-I-m-B-06348.02 (RAN: 175215.01.01)               | Așezare                                                                      | sat Bălești; comuna Bălești                     | La SE de sat, punct „Movila”                                                                                               | Epoca bronzului                                                                       | Încarcă foto \| video | Raportează eroare |
| VN-I-s-B-06349 (RAN: 178206.01)                     | Așezarea de la Bătinești, punct „Igești”                                     | sat Bătinești; comuna Țifești                   | „Igești”, la intrare în satul Igești                                                                                       | sec. XIV - XVIII, Epoca medievală                                                     | Încarcă foto \| video | Raportează eroare |
| VN-I-s-B-06350 (RAN: 178206.02)                     | Cimitir                                                                      | sat Bătinești; comuna Țifești                   | „Magazin sătesc” | sec. XIV - XVIII, Epoca medievală                                                     | Încarcă foto \| video | Raportează eroare |
| VN-I-s-A-06351 (RAN: 175233.01)                     | Necropolă tumulară de incinerație                                            | sat Bârsești; comuna Bârsești                   | „Lacul Dumbrăvii”, la 2 km S- E de sat                                                                                     | sec. VI - V a. Chr., Hallstatt târziu, Cultura Ferigile - Bârsești                    | Încarcă foto \| video | Raportează eroare |
| VN-I-s-B-06352 (RAN: 175233.02)                     | Așezarea de la Bârsești, punct „Gogoi”                                       | sat Bârsești; comuna Bârsești                   | „Gogoi”, la 1 km de sat | Neolitic timpuriu, Cultura Starcevo - Criș                                            | Încarcă foto \| video | Raportează eroare |
| VN-I-s-B-06353 (RAN: 175233.03)                     | Așezarea de la Bârsești, punct „Podul Vâlcelei”                              | sat Bârsești; comuna Bârsești                   | „Podul Vâlcelei”, la 200 m V de sat                                                                                        | sec. II - III p. Chr., Cultura carpică                                                | Încarcă foto \| video | Raportează eroare |
| VN-I-s-B-06354 (RAN: 175233.04)                     | Așezarea de la Bârsești, punct „Varnița”                                     | sat Bârsești; comuna Bârsești                   | „Varnița”, la 600-700 m spre sud                                                                                           | sec. II - III p. Chr., Latène, Cultura carpică                                        | Încarcă foto \| video | Raportează eroare |
| VN-I-s-B-06355 (RAN: 178705.01)                     | Situl arheologic de la Beciu                                                 | sat Beciu; comuna Vârteșcoiu                    | Zona de Ne a satului, în dreapta râului Milcov                                                                             |                                                                                       | Încarcă foto \| video | Raportează eroare |
| VN-I-m-B-06355.01 (RAN: 178705.01.01)               | Așezare                                                                      | sat Beciu; comuna Vârteșcoiu                    | Zona de Ne a satului, în dreapta râului Milcov                                                                             | Epoca bronzului, Cultura Monteoru, fazele Ic4, Ic3, IIb                               | Încarcă foto \| video | Raportează eroare |
| VN-I-m-B-06355.02 (RAN: 178705.01.02)               | Așezare                                                                      | sat Beciu; comuna Vârteșcoiu                    | Zona de Ne a satului, în dreapta râului Milcov                                                                             | Eneolitic, Cultura Cucuteni                                                           | Încarcă foto \| video | Raportează eroare |
| VN-I-s-B-06356 (RAN: 175288.01)                     | Așezare                                                                      | sat Bichești; comuna Boghești                   | „Dealul Pietroasa”, la V de sat                                                                                            | Eneolitic, Cultura Cucuteni                                                           | Încarcă foto \| video | Raportează eroare |
| VN-I-s-B-06357 (RAN: 175377.01)                     | Necropolă tumulară                                                           | sat Bolotești; comuna Bolotești                 | Pe terasa superioară a râului Putna, de o parte și de alta a șoșelei Focșani-Vidra, km. 13                                 | Epoca bronzului timpuriu, Cultura de stepă nord-vest pontică                          | Încarcă foto \| video | Raportează eroare |
| VN-I-s-B-06358 (RAN: 175769.01)                     | Situl arheologic de la Bonțești                                              | sat Bonțești; comuna Cârligele                  | „La Fântâni”, pe malul stâng al râului Mera                                                                                |                                                                                       | Încarcă foto \| video | Raportează eroare |
| VN-I-m-B-06358.01 (RAN: 175769.01.02)               | Așezare                                                                      | sat Bonțești; comuna Cârligele                  | „La Fântâni”, pe malul stâng al râului Mera                                                                                | sec. II - III p. Chr., Latène, Cultura carpică                                        | Încarcă foto \| video | Raportează eroare |
| VN-I-m-B-06358.02 (RAN: 175769.01.01)               | Așezare                                                                      | sat Bonțești; comuna Cârligele                  | „La Fântâni”, pe malul stâng al râului Mera                                                                                | Eneolitic, Cultura Cucuteni                                                           | Încarcă foto \| video | Raportează eroare |
| VN-I-s-B-06359 (RAN: 175448.01)                     | Așezarea de la Bordești, punct „Gh. Asanache”                                | sat Bordești; comuna Bordești                   | „Gh. Asanache”, în vatra satului, lângă Primărie                                                                           | Eneolitic, Cultura Cucuteni                                                           | Încarcă foto \| video | Raportează eroare |
| VN-I-s-B-06360 (RAN: 175448.02)                     | Așezare                                                                      | sat Bordești; comuna Bordești                   | Terasa râului Recea, la 500 m S de sat                                                                                     | Epoca bronzului, Cultura Monteoru                                                     | Încarcă foto \| video | Raportează eroare |
| VN-I-s-B-06361 (RAN: 177637.01)                     | Așezarea de la Căiata, punct „Movila Mică”                                   | sat Căiata; comuna Sihlea                       | „Movila Mică” | Eneolitic, Cultura Cucuteni                                                           | Încarcă foto \| video | Raportează eroare |
| VN-I-s-B-06362 (RAN: 177637.02)                     | Situl arheologic de la Căiata, punct „Movila Mare”                           | sat Căiata; comuna Sihlea                       | La S de sat, punct „Movila Mare”                                                                                           |                                                                                       | Încarcă foto \| video | Raportează eroare |
| VN-I-m-B-06362.01 (RAN: 177637.02.02)               | Așezare                                                                      | sat Căiata; comuna Sihlea                       | La S de sat, punct „Movila Mare”                                                                                           | sec. XVI, Epoca medievală                                                             | Încarcă foto \| video | Raportează eroare |
| VN-I-m-B-06362.02 (RAN: 177637.02.01)               | Așezare fortificată                                                          | sat Căiata; comuna Sihlea                       | La S de sat, punct „Movila Mare”                                                                                           | Hallstatt                                                                             | Încarcă foto \| video | Raportează eroare |
| VN-I-s-A-06363 (RAN: 175965.01)                     | Așezarea de la Cândești, punct „Coasta Rublei”                               | sat Cândești; comuna Dumbrăveni                 | „Coasta Rublei”, la intrarea în sat dinspre SV, în dreptul șoselei                                                         | Neolitic timpuriu, Cultura Starcevo - Criș                                            | Încarcă foto \| video | Raportează eroare |
| VN-I-s-A-06364 (RAN: 175965.02)                     | Așezarea de la Cândești, punct „Curături”                                    | sat Cândești; comuna Dumbrăveni                 | „Curături”, la S de sat, în stânga șoselei Cândești-Bordești                                                               | Eneolitic, Cultura Boian, faza Giulești                                               | Încarcă foto \| video | Raportează eroare |
| VN-I-s-A-06365 (RAN: 175965.03)                     | Așezarea de la Cândești                                                      | sat Cândești; comuna Dumbrăveni                 | În vatra satului, în dreapta șoselei Dumbrăveni-Bordești, la 1 km de șosea                                                 | Eneolitic, Cultura Cucuteni, faza A                                                   | Încarcă foto \| video | Raportează eroare |
| VN-I-s-A-06366 (RAN: 175965.04)                     | Situl arheologic de la Cândești, punct „Cetățuia”                            | sat Cândești; comuna Dumbrăveni                 | „Cetățuia” pe coasta Nacului, la V de sat                                                                                  |                                                                                       | Încarcă foto \| video | Raportează eroare |
| VN-I-m-A-06366.01 (RAN: 175965.04.02)               | Așezare                                                                      | sat Cândești; comuna Dumbrăveni                 | „Cetățuia” pe coasta Nacului, la V de sat                                                                                  | sec. II a. Chr. - sec. I p. Chr., Latène, Cultura geto-dacică                         | Încarcă foto \| video | Raportează eroare |
| VN-I-m-A-06366.02 (RAN: 175965.04.01)               | Fortificație                                                                 | sat Cândești; comuna Dumbrăveni                 | „Cetățuia” pe coasta Nacului, la V de sat                                                                                  | Epoca bronzului, Cultura Monteoru                                                     | Încarcă foto \| video | Raportează eroare |
| VN-I-s-A-06367 (RAN: 175965.05)                     | Situl arheologic de la Cândești, punct „Corbu”                               | sat Cândești; comuna Dumbrăveni                 | la N de vatra satului, pe terasa superioară dreaptă a pârâului Recea, în zona „Corbu”                                      | Epoca bronzului, Cultura Monteoru                                                     | Încarcă foto \| video | Raportează eroare |
| VN-I-m-A-06367.01 (RAN: 175965.05.01)               | Așezare                                                                      | sat Cândești; comuna Dumbrăveni                 | la N de vatra satului, pe terasa superioară dreaptă a pârâului Recea, în zona „Corbu”                                      | Epoca bronzului, Cultura Monteoru                                                     | Încarcă foto \| video | Raportează eroare |
| VN-I-m-A-06367.02 (RAN: 175965.05.02)               | Necropolă                                                                    | sat Cândești; comuna Dumbrăveni                 | la N de vatra satului, pe terasa superioară dreaptă a pârâului Recea, în zona „Corbu”                                      | Epoca bronzului, Cultura Monteoru                                                     | Încarcă foto \| video | Raportează eroare |
| VN-I-s-A-06368 (RAN: 177682.01)                     | Situl arheologic de la Coroteni                                              | sat Coroteni; comuna Slobozia Bradului          | Fostul sediu al C.A. P., în spate, de-a lungul râului Vărzaru                                                              |                                                                                       | Încarcă foto \| video | Raportează eroare |
| VN-I-m-A-06368.01 (RAN: 177682.01.07)               | Așezare                                                                      | sat Coroteni; comuna Slobozia Bradului          | Fostul sediu al C.A. P., în spate, de-a lungul râului Vărzaru                                                              | Epoca medievală                                                                       | Încarcă foto \| video | Raportează eroare |
| VN-I-m-A-06368.02 (RAN: 177682.01.06)               | Așezare                                                                      | sat Coroteni; comuna Slobozia Bradului          | Fostul sediu al C.A. P., în spate, de-a lungul râului Vărzaru                                                              | Epoca medievală timpurie                                                              | Încarcă foto \| video | Raportează eroare |
| VN-I-m-A-06368.03 (RAN: 177682.01.05)               | Așezare                                                                      | sat Coroteni; comuna Slobozia Bradului          | Fostul sediu al C.A. P., în spate, de-a lungul râului Vărzaru                                                              | Hallstatt                                                                             | Încarcă foto \| video | Raportează eroare |
| VN-I-m-A-06368.04 (RAN: 177682.01.04)               | Așezare                                                                      | sat Coroteni; comuna Slobozia Bradului          | Fostul sediu al C.A. P., în spate, de-a lungul râului Vărzaru                                                              | Epoca bronzului târziu, Cultura Noua                                                  | Încarcă foto \| video | Raportează eroare |
| VN-I-m-A-06368.05 (RAN: 177682.01.02)               | Așezare                                                                      | sat Coroteni; comuna Slobozia Bradului          | Fostul sediu al C.A. P., în spate, de-a lungul râului Vărzaru                                                              | Epoca bronzului, Cultura Monteoru, fazele Ic4, IIa, IIb                               | Încarcă foto \| video | Raportează eroare |
| VN-I-m-A-06368.06 (RAN: 177682.01.03)               | Necropolă                                                                    | sat Coroteni; comuna Slobozia Bradului          | Fostul sediu al C.A. P., în spate, de-a lungul râului Vărzaru                                                              | Epoca bronzului, Cultura Monteoru, fazele Ic4, IIa, IIb                               | Încarcă foto \| video | Raportează eroare |
| VN-I-m-A-06368.07 (RAN: 177682.01.01)               | Așezare                                                                      | sat Coroteni; comuna Slobozia Bradului          | Fostul sediu al C.A. P., în spate, de-a lungul râului Vărzaru                                                              | Eneolitic, Cultura Boian                                                              | Încarcă foto \| video | Raportează eroare |
| VN-I-s-B-06369 (RAN: 177682.02)                     | Situl arheologic de la Coroteni, punct „Cetățuia”                            | sat Coroteni; comuna Slobozia Bradului          | „Cetățuia”, la NV de sat                                                                                                   |                                                                                       | Încarcă foto \| video | Raportează eroare |
| VN-I-m-B-06369.01 (RAN: 177682.02.02)               | Așezare                                                                      | sat Coroteni; comuna Slobozia Bradului          | „Cetățuia”, la NV de sat                                                                                                   | Epoca bronzului, Cultura Monteoru                                                     | Încarcă foto \| video | Raportează eroare |
| VN-I-m-B-06369.02 (RAN: 177682.02.01)               | Așezare                                                                      | sat Coroteni; comuna Slobozia Bradului          | „Cetățuia”, la NV de sat                                                                                                   | Eneolitic, Cultura Boian                                                              | Încarcă foto \| video | Raportează eroare |
| VN-I-s-B-06370 (RAN: 17738901.01)                   | Așezarea de la Domnești, punct „Cetățuia”                                    | sat Domnești-Sat; comuna Pufești                | „cetățuia”, pe malul Siretului                                                                                             | Eneolitic, Cultura Cucuteni, faza A                                                   | Încarcă foto \| video | Raportează eroare |
| VN-I-s-B-06371 (RAN: 177389.02)                     | Așezarea de la Domnești, punct „la Brazi”                                    | sat Domnești-Sat; comuna Pufești                | „la Brazi”, la 7 km de șoseaua Focșani-Adjud-Lunca Domnești                                                                | Eneolitic, Cultura Cucuteni                                                           | Încarcă foto \| video | Raportează eroare |
| VN-I-s-B-06372 (RAN: 175974.01)                     | Situl arheologic de la Dragosloveni, punct „Plainos”                         | sat Dragosloveni; comuna Dumbrăveni             | „Plainos”, la extremitatea sudică a satului, pe malul drept al râului Râmna                                                |                                                                                       | Încarcă foto \| video | Raportează eroare |
| VN-I-m-B-06372.01 (RAN: 175974.01.02)               | Așezare                                                                      | sat Dragosloveni; comuna Dumbrăveni             | „Plainos”, la extremitatea sudică a satului, pe malul drept al râului Râmna                                                | Epoca bronzului, Cultura Monteoru                                                     | Încarcă foto \| video | Raportează eroare |
| VN-I-m-B-06372.02 (RAN: 175974.01.01)               | Așezare                                                                      | sat Dragosloveni; comuna Dumbrăveni             | „Plainos”, la extremitatea sudică a satului, pe malul drept al râului Râmna                                                | Eneolitic, Cultura Cucuteni, faza A                                                   | Încarcă foto \| video | Raportează eroare |
| VN-I-s-B-06392 (RAN: 177780.01)                     | Situl arheologic de la Soveja                                                | sat Dragosloveni; comuna Soveja                 | La SE de sat, lângă albia râului Șușița                                                                                    |                                                                                       | Încarcă foto \| video | Raportează eroare |
| VN-I-m-B-06392.01 (RAN: 177780.01.03)               | Așezare                                                                      | sat Dragosloveni; comuna Soveja                 | La SE de sat, lângă albia râului Șușița                                                                                    | Latène, Cultura geto-dacică                                                           | Încarcă foto \| video | Raportează eroare |
| VN-I-m-B-06392.02 (RAN: 177780.01.02)               | Așezare                                                                      | sat Dragosloveni; comuna Soveja                 | La SE de sat, lângă albia râului Șușița                                                                                    | Epoca bronzului                                                                       | Încarcă foto \| video | Raportează eroare |
| VN-I-m-B-06392.03 (RAN: 177780.01.01)               | Așezare                                                                      | sat Dragosloveni; comuna Soveja                 | La SE de sat, lângă albia râului Șușița                                                                                    | Eneolitic, Cultura Cucuteni, faza A                                                   | Încarcă foto \| video | Raportează eroare |
| VN-I-s-B-06373 (RAN: 175947.01)                     | Situl arheologic de la Dumbrăveni, punct „Movila Mare”                       | sat Dumbrăveni; comuna Dumbrăveni               | punct „Movila Mare”, reper amplasamentul inițial al Statuii lui Suvorov, aflat pe terasa superioară dreaptă a râului Râmna |                                                                                       | Încarcă foto \| video | Raportează eroare |
| VN-I-m-B-06373.01 (RAN: 17594701.02)                | Așezare                                                                      | sat Dumbrăveni; comuna Dumbrăveni               | punct „Movila Mare”, reper amplasamentul inițial al Statuii lui Suvorov, aflat pe terasa superioară dreaptă a râului Râmna | Epoca bronzului, Cultura Monteoru                                                     | Încarcă foto \| video | Raportează eroare |
| VN-I-m-B-06373.02 (RAN: 17594701.01)                | Așezare                                                                      | sat Dumbrăveni; comuna Dumbrăveni               | punct „Movila Mare”, reper amplasamentul inițial al Statuii lui Suvorov, aflat pe terasa superioară dreaptă a râului Râmna | Eneolitic, Cultura Cucuteni                                                           | Încarcă foto \| video | Raportează eroare |
| VN-I-s-B-06374 (RAN: 178714.01)                     | Situl arheologic de la Faraoanele                                            | sat Faraoanele; comuna Vârteșcoiu               | La SV de sat, între pârâul satului și „Valea Oalelor”                                                                      |                                                                                       | Încarcă foto \| video | Raportează eroare |
| VN-I-m-B-06374.01 (RAN: 178714.01.02)               | Așezare                                                                      | sat Faraoanele; comuna Vârteșcoiu               | La SV de sat, între pârâul satului și „Valea Oalelor”                                                                      | Epoca bronzului timpuriu, Cultura Horodiștea - Foltești                               | Încarcă foto \| video | Raportează eroare |
| VN-I-m-B-06374.02 (RAN: 178714.01.01)               | Așezare                                                                      | sat Faraoanele; comuna Vârteșcoiu               | La SV de sat, între pârâul satului și „Valea Oalelor”                                                                      | Eneolitic, Cultura Cucuteni, faza A                                                   | Încarcă foto \| video | Raportează eroare |
| VN-I-s-B-06375 (RAN: 178714.02)                     | Așezarea de la Faraoanele, punct „Curături”                                  | sat Faraoanele; comuna Vârteșcoiu               | „Curături”, la 1 km S de sat                                                                                               | Eneolitic, Cultura Cucuteni                                                           | Încarcă foto \| video | Raportează eroare |
| VN-I-s-B-06376 (RAN: 176169.01)                     | Situl arheologic de la Fitionești, punct „Măriuța Petre”                     | sat Fitionești; comuna Fitionești               | „Măriuța Petre”, la 2 km de sat, pe malul drept al pârâului Zăbrăuți                                                       |                                                                                       | Încarcă foto \| video | Raportează eroare |
| VN-I-m-B-06376.01 (RAN: 176169.01.04)               | Așezare                                                                      | sat Fitionești; comuna Fitionești               | „Măriuța Petre”, la 2 km de sat, pe malul drept al pârâului Zăbrăuți                                                       | Epoca bronzului târziu, Cultura Noua                                                  | Încarcă foto \| video | Raportează eroare |
| VN-I-m-B-06376.02 (RAN: 176169.01.02)               | Așezare                                                                      | sat Fitionești; comuna Fitionești               | „Măriuța Petre”, la 2 km de sat, pe malul drept al pârâului Zăbrăuți                                                       | Epoca bronzului, Cultura Monteoru                                                     | Încarcă foto \| video | Raportează eroare |
| VN-I-m-B-06376.03 (RAN: 176169.01.01)               | Așezare                                                                      | sat Fitionești; comuna Fitionești               | „Măriuța Petre”, la 2 km de sat, pe malul drept al pârâului Zăbrăuți                                                       | Eneolitic, Cultura Cucuteni, fazele A, B                                              | Încarcă foto \| video | Raportează eroare |
| VN-I-s-B-06377 (RAN: 176310.01)                     | Situl arheologic de la Gugești                                               | sat Gugești; comuna Gugești                     | la E de sat, pe malul drept al Râmnei, în punctul „La Cruce”                                                               |                                                                                       | Încarcă foto \| video | Raportează eroare |
| VN-I-m-B-06377.01 (RAN: 176310.01.03)               | Așezare                                                                      | sat Gugești; comuna Gugești                     | la E de sat, pe malul drept al Râmnei, în punctul „La Cruce”                                                               | sec. X, Epoca medievală timpurie                                                      | Încarcă foto \| video | Raportează eroare |
| VN-I-m-B-06377.02 (RAN: 176310.01.02)               | Așezare                                                                      | sat Gugești; comuna Gugești                     | la E de sat, pe malul drept al Râmnei, în punctul „La Cruce”                                                               | sec. IV p. Chr., Epoca romană                                                         | Încarcă foto \| video | Raportează eroare |
| VN-I-m-B-06377.03 (RAN: 176310.01.01)               | Așezare                                                                      | sat Gugești; comuna Gugești                     | la E de sat, pe malul drept al Râmnei, în punctul „La Cruce”                                                               | Epoca bronzului, Cultura Monteoru                                                     | Încarcă foto \| video | Raportează eroare |
| VN-I-s-B-06378 (RAN: 175313.01)                     | Situl arheologic de la Iugani                                                | sat Iugani; comuna Boghești                     | Pe malul stâng al pârâului Pereșchiv, la 3 km E de sat                                                                     | sec. IV p. Chr., Epoca migrațiilor, Cultura Sântana de Mureș-Cerneahov                | Încarcă foto \| video | Raportează eroare |
| VN-I-m-B-06378.01 (RAN: 175313.01.01)               | Așezare                                                                      | sat Iugani; comuna Boghești                     | Pe malul stâng al pârâului Pereșchiv, la 3 km E de sat                                                                     | sec. IV p. Chr., Epoca migrațiilor, Cultura Sântanade Mureș - Cerneahov               | Încarcă foto \| video | Raportează eroare |
| VN-I-m-B-06378.02 (RAN: 175313.01.02)               | Necropolă                                                                    | sat Iugani; comuna Boghești                     | Pe malul stâng al pârâului Pereșchiv, la 3 km E de sat                                                                     | sec. IV p. Chr., Epoca migrațiilor, Cultura Sântanade Mureș - Cerneahov               | Încarcă foto \| video | Raportează eroare |
| VN-I-s-B-06379 (RAN: 176481.01)                     | Situl arheologic de la Lespezi, punct „Dealul Bisericii”                     | sat Lespezi; comuna Homocea                     | „Dealul Bisericii”, la N de Biserica „Nașterea Maicii Domnului”                                                            |                                                                                       | Încarcă foto \| video | Raportează eroare |
| VN-I-m-B-06379.01 (RAN: 176481.01.02)               | Așezare                                                                      | sat Lespezi; comuna Homocea                     | „Dealul Bisericii”, la N de Biserica „Nașterea Maicii Domnului”                                                            | sec. VIII - IX, Epoca medievală timpurie                                              | Încarcă foto \| video | Raportează eroare |
| VN-I-m-B-06379.02 (RAN: 176481.01.01)               | Așezare                                                                      | sat Lespezi; comuna Homocea                     | „Dealul Bisericii”, la N de Biserica „Nașterea Maicii Domnului”                                                            | Eneolitic, Cultura Cucuteni, faza A                                                   | Încarcă foto \| video | Raportează eroare |
| VN-I-s-A-06380 (RAN: 176203.01)                     | Situl arheologic de la Mănăstioara, punct „Cetățuia”                         | sat Mănăstioara; comuna Fitionești              | „Cetățuia”, la 800 m SV de sat                                                                                             | Eneolitic                                                                             | Încarcă foto \| video | Raportează eroare |
| VN-I-m-A-06380.01 (RAN: 176203.01.01)               | Așezare                                                                      | sat Mănăstioara; comuna Fitionești              | „Cetățuia”, la 800 m SV de sat                                                                                             | Eneolitic, Cultura Cucuteni                                                           | Încarcă foto \| video | Raportează eroare |
| VN-I-m-A-06380.02 (RAN: 176203.01.02)               | Așezare                                                                      | sat Mănăstioara; comuna Fitionești              | „Cetățuia”, la 800 m SV de sat                                                                                             | Eneolitic, Cultura Gumelnița, faza A1                                                 | Încarcă foto \| video | Raportează eroare |
| VN-I-s-B-06381 (RAN: 178028.01)                     | Situl arheologic de la Mărtinești                                            | sat Mărtinești; comuna Tătăranu                 | „Stația de filtrare a apei”, la S de sat                                                                                   |                                                                                       | Încarcă foto \| video | Raportează eroare |
| VN-I-m-B-06381.01 (RAN: 178028.01.03)               | Așezare                                                                      | sat Mărtinești; comuna Tătăranu                 | „Stația de filtrare a apei”, la S de sat                                                                                   | sec. X, Epoca medievală timpurie                                                      | Încarcă foto \| video | Raportează eroare |
| VN-I-m-B-06381.02 (RAN: 178028.01.01)               | Așezare                                                                      | sat Mărtinești; comuna Tătăranu                 | „Stația de filtrare a apei”, la S de sat                                                                                   | sec. IV p. Chr., Epoca migrațiilor, Cultura Sântana de Mureș - Cerneahov              | Încarcă foto \| video | Raportează eroare |
| VN-I-m-B-06381.03 (RAN: 178028.01.02)               | Necropolă                                                                    | sat Mărtinești; comuna Tătăranu                 | „Stația de filtrare a apei”, la S de sat                                                                                   | sec. IV p. Chr., Epoca migrațiilor, Cultura Sântana de Mureș - Cerneahov              | Încarcă foto \| video | Raportează eroare |
| VN-I-s-B-06382 (RAN: 177815.01)                     | Situl arheologic de la Muncelu, punct „Cetățuie”                             | sat Muncelu; comuna Străoane                    | „Cetățuie”, la NE de sat                                                                                                   |                                                                                       | Încarcă foto \| video | Raportează eroare |
| VN-I-m-B-06382.01 (RAN: 177815.01.02)               | Așezare                                                                      | sat Muncelu; comuna Străoane                    | „Cetățuie”, la NE de sat                                                                                                   | Epoca bronzului, Cultura Monteoru                                                     | Încarcă foto \| video | Raportează eroare |
| VN-I-m-B-06382.02 (RAN: 177815.01.01)               | Așezare                                                                      | sat Muncelu; comuna Străoane                    | „Cetățuie”, la NE de sat                                                                                                   | Eneolitic, Cultura Cucuteni, faza B                                                   | Încarcă foto \| video | Raportează eroare |
| VN-I-s-B-06383 (RAN: 177815.02)                     | Situl arheologic de la Muncelu, punct „Fântâna din Vale”                     | sat Muncelu; comuna Străoane                    | „Fântâna din Vale”, la E de sat, pe malul drept al pârâului Zăbrăuți                                                       | Neolitic timpuriu, Cultura Starcevo - Criș                                            | Încarcă foto \| video | Raportează eroare |
| VN-I-s-B-06384 (RAN: 177959.01)                     | Situl arheologic de la Nănești, punct „Gorgan”                               | sat Nănești; comuna Nănești                     | „Gorgan”, la 1 km N de sat, pe malul drept al râului Siret, la 2 km de confluența lui cu râul Putna                        |                                                                                       | Încarcă foto \| video | Raportează eroare |
| VN-I-m-B-06384.01 (RAN: 177959.01.05)               | Așezare                                                                      | sat Nănești; comuna Nănești                     | „Gorgan”, la 1 km N de sat, pe malul drept al râului Siret, la 2 km de confluența lui cu râul Putna                        | Epoca medievală                                                                       | Încarcă foto \| video | Raportează eroare |
| VN-I-m-B-06384.02 (RAN: 177959.01.04)               | Așezare                                                                      | sat Nănești; comuna Nănești                     | „Gorgan”, la 1 km N de sat, pe malul drept al râului Siret, la 2 km de confluența lui cu râul Putna                        | Epoca medievală timpurie                                                              | Încarcă foto \| video | Raportează eroare |
| VN-I-m-B-06384.03 (RAN: 177959.01.03)               | Așezare                                                                      | sat Nănești; comuna Nănești                     | „Gorgan”, la 1 km N de sat, pe malul drept al râului Siret, la 2 km de confluența lui cu râul Putna                        | Hallstatt                                                                             | Încarcă foto \| video | Raportează eroare |
| VN-I-m-B-06384.04 (RAN: 177959.01.01, 177959.01.02) | Așezare                                                                      | sat Nănești; comuna Nănești                     | „Gorgan”, la 1 km N de sat, pe malul drept al râului Siret, la 2 km de confluența lui cu râul Putna                        | Eneolitic, Cultura Cucuteni, fazele A, B                                              | Încarcă foto \| video | Raportează eroare |
| VN-I-s-B-06385 (RAN: 175242.01)                     | Situl arheologic de la Negrilești                                            | sat Negrilești; comuna Negrilești               | „Pe Creastă”, pe stânga șoselei Negrilești-Bârsești, la 1 km de sat                                                        |                                                                                       | Încarcă foto \| video | Raportează eroare |
| VN-I-m-B-06385.01 (RAN: 175242.01.02)               | Așezare                                                                      | sat Negrilești; comuna Negrilești               | „Pe Creastă”, pe stânga șoselei Negrilești-Bârsești, la 1 km de sat                                                        | Epoca bronzului, Cultura Monteoru                                                     | Încarcă foto \| video | Raportează eroare |
| VN-I-m-B-06385.02 (RAN: 175242.01.01)               | Așezare                                                                      | sat Negrilești; comuna Negrilești               | „Pe Creastă”, pe stânga șoselei Negrilești-Bârsești, la 1 km de sat                                                        | Neolitic, Cultura Boian, faza Giulești                                                | Încarcă foto \| video | Raportează eroare |
| VN-I-s-B-06386 (RAN: 175028.01)                     | Situl arheologic de la Odobești, punctele „Cetățuia” și „Antoniu”            | oraș Odobești                                   | „Cetățuia” și „Antoniu”, pe malul stâng al râului Milcov, la NV de oraș                                                    |                                                                                       | Încarcă foto \| video | Raportează eroare |
| VN-I-m-B-06386.01 (RAN: 175028.01.04)               | Necropolă                                                                    | oraș Odobești                                   | „Cetățuia” și „Antoniu”, pe malul stâng al râului Milcov, la NV de oraș                                                    | sec. XIII - XVI, Epoca medievală                                                      | Încarcă foto \| video | Raportează eroare |
| VN-I-m-B-06386.02 (RAN: 175028.01.03)               | Necropolă                                                                    | oraș Odobești                                   | „Cetățuia” și „Antoniu”, pe malul stâng al râului Milcov, la NV de oraș                                                    | Hallstatt                                                                             | Încarcă foto \| video | Raportează eroare |
| VN-I-m-B-06386.03 (RAN: 175028.01.02)               | Așezare fortificată                                                          | oraș Odobești                                   | „Cetățuia” și „Antoniu”, pe malul stâng al râului Milcov, la NV de oraș                                                    | Epoca bronzului, Cultura Monteoru                                                     | Încarcă foto \| video | Raportează eroare |
| VN-I-m-B-06386.04 (RAN: 175028.01.01)               | Necropolă                                                                    | oraș Odobești                                   | „Cetățuia” și „Antoniu”, pe malul stâng al râului Milcov, la NV de oraș                                                    | Epoca bronzului, Cultura Monteoru                                                     | Încarcă foto \| video | Raportează eroare |
| VN-I-s-B-06387 (RAN: 176329.01)                     | Situl arheologic de la Oreavu                                                | sat Oreavu; comuna Gugești                      | „La Cuptor”, la S de sat, pe malul stâng al pârâului Oreavu, la circa 500 m E de podul C. F. R.                            |                                                                                       | Încarcă foto \| video | Raportează eroare |
| VN-I-m-B-06387.01 (RAN: 176329.01.02)               | Așezare                                                                      | sat Oreavu; comuna Gugești                      | „La Cuptor”, la S de sat, pe malul stâng al pârâului Oreavu, la circa 500 m E de podul C. F. R.                            | Neolitic, Cultura Boian                                                               | Încarcă foto \| video | Raportează eroare |
| VN-I-m-B-06387.02 (RAN: 176329.01.01)               | Așezare                                                                      | sat Oreavu; comuna Gugești                      | „La Cuptor”, la S de sat, pe malul stâng al pârâului Oreavu, la circa 500 m E de podul C. F. R.                            | Neolitic, Cultura ceramicii liniare                                                   | Încarcă foto \| video | Raportează eroare |
| VN-I-s-B-06388 (RAN: 178288.01)                     | Situl arheologic de la Palanca, punct „Titila-Câța”                          | sat Palanca; comuna Urechești                   | „Titila Câța”, la V de sat                                                                                                 |                                                                                       | Încarcă foto \| video | Raportează eroare |
| VN-I-m-B-06388.01 (RAN: 178288.01.01)               | Așezare                                                                      | sat Palanca; comuna Urechești                   | „Titila Câța”, la V de sat                                                                                                 | Latène, Cultura geto-dacică                                                           | Încarcă foto \| video | Raportează eroare |
| VN-I-m-B-06388.02 (RAN: 178288.01.02)               | Așezare                                                                      | sat Palanca; comuna Urechești                   | „Titila Câța”, la V de sat                                                                                                 | Epoca bronzului                                                                       | Încarcă foto \| video | Raportează eroare |
| VN-I-m-B-06388.03 (RAN: 178288.01.03)               | Așezare                                                                      | sat Palanca; comuna Urechești                   | „Titila Câța”, la V de sat                                                                                                 | Eneolitic, Cultura Cucuteni, faza A                                                   | Încarcă foto \| video | Raportează eroare |
| VN-I-s-B-06389 (RAN: 174995.01)                     | Situl arheologic de la Pădureni                                              | sat aparținător Pădureni; oraș Mărășești        | În dreptul șoselei naționale Focșani-Adjud, la km 209                                                                      |                                                                                       | Încarcă foto \| video | Raportează eroare |
| VN-I-m-B-06389.01 (RAN: 174995.01.04)               | Așezare                                                                      | sat aparținător Pădureni; oraș Mărășești        | În dreptul șoselei naționale Focșani-Adjud, la km 209                                                                      | Latène, Cultura carpică                                                               | Încarcă foto \| video | Raportează eroare |
| VN-I-m-B-06389.02 (RAN: 174995.01.03)               | Așezare                                                                      | sat aparținător Pădureni; oraș Mărășești        | În dreptul șoselei naționale Focșani-Adjud, la km 209                                                                      | Hallstatt                                                                             | Încarcă foto \| video | Raportează eroare |
| VN-I-m-B-06389.03 (RAN: 174995.01.01)               | Așezare                                                                      | sat aparținător Pădureni; oraș Mărășești        | În dreptul șoselei naționale Focșani-Adjud, la km 209                                                                      | Epoca bronzului, Cultura Monteoru                                                     | Încarcă foto \| video | Raportează eroare |
| VN-I-m-B-06389.04 (RAN: 174995.01.02)               | Necropolă                                                                    | sat aparținător Pădureni; oraș Mărășești        | În dreptul șoselei naționale Focșani-Adjud, la km 209                                                                      | Epoca bronzului, Cultura Monteoru                                                     | Încarcă foto \| video | Raportează eroare |
| VN-I-s-B-06390 (RAN: 176524.01)                     | Așezare                                                                      | sat Pădureni; comuna Jariștea                   | „Pițigoi”, în vatra satului, spre NV                                                                                       | Latène III, Cultura geto-dacică                                                       | Încarcă foto \| video | Raportează eroare |
| VN-I-s-B-06391 (RAN: 175402.01)                     | Așezare                                                                      | sat Pietroasa; comuna Bolotești                 | „Dealul Înalt”, la SV de sat                                                                                               | Eneolitic, Cultura Cucuteni                                                           | Încarcă foto \| video | Raportează eroare |
| VN-I-s-B-06393 (RAN: 178448.01)                     | Așezare                                                                      | sat Tichiriș; comuna Vidra                      | În vatra satului, pe terasa râului Putna                                                                                   | Paleolitic superior                                                                   | Încarcă foto \| video | Raportează eroare |
| VN-I-s-B-06394 (RAN: 175251.01)                     | Așezare                                                                      | sat Topești; comuna Bârsești                    | „Bahana”, în apropierea satului                                                                                            | Eneolitic, Cultura Cucuteni, faza AB                                                  | Încarcă foto \| video | Raportează eroare |
| VN-I-s-A-06395 (RAN: 177833.01)                     | Așezare                                                                      | sat Văleni; comuna Ruginești                    | „Gorgan”, pe terasa superioară dreaptă a râului Trotuș                                                                     | Eneolitic, Cultura Cucuteni                                                           | Încarcă foto \| video | Raportează eroare |
| VN-I-s-A-06396 (RAN: 177593.02)                     | Situl arheologic de la Văleni, punct „Popa Cloșcă”                           | sat Văleni; comuna Ruginești                    | „Popa Cloșcă”, la 700-800 m NV de punct „Gorgan”, pe terasa superioară dreaptă a râului Trotuș                             |                                                                                       | Încarcă foto \| video | Raportează eroare |
| VN-I-m-A-06396.01 (RAN: 177593.02.02)               | Așezare                                                                      | sat Văleni; comuna Ruginești                    | „Popa Cloșcă”, la 700-800 m NV de punct „Gorgan”, pe terasa superioară dreaptă a râului Trotuș                             | Epoca bronzului, Cultura Monteoru                                                     | Încarcă foto \| video | Raportează eroare |
| VN-I-m-A-06396.02 (RAN: 177593.02.01)               | Așezare                                                                      | sat Văleni; comuna Ruginești                    | „Popa Cloșcă”, la 700-800 m NV de punct „Gorgan”, pe terasa superioară dreaptă a râului Trotuș                             | Eneolitic, Cultura Cucuteni                                                           | Încarcă foto \| video | Raportează eroare |
| VN-I-s-A-06397 (RAN: 177593.03)                     | Situl arheologic de la Văleni, punct „Atanasiu”                              | sat Văleni; comuna Ruginești                    | „Atanasiu”, la 600 m S de punct „Popa Cloșcă”                                                                              |                                                                                       | Încarcă foto \| video | Raportează eroare |
| VN-I-m-A-06397.01 (RAN: 177593.03.02)               | Așezare                                                                      | sat Văleni; comuna Ruginești                    | „Atanasiu”, la 600 m S de punct „Popa Cloșcă”                                                                              | Epoca bronzului, Cultura Monteoru                                                     | Încarcă foto \| video | Raportează eroare |
| VN-I-m-A-06397.02 (RAN: 177593.03.01)               | Așezare                                                                      | sat Văleni; comuna Ruginești                    | „Atanasiu”, la 600 m S de punct „Popa Cloșcă”                                                                              | Eneolitic, Cultura Cucuteni                                                           | Încarcă foto \| video | Raportează eroare |
| VN-I-s-B-06398 (RAN: 178698.01)                     | Situl arheologic de la Vârteșcoiu, punct „Cariera de argilă”                 | sat Vârteșcoiu; comuna Vârteșcoiu               | „Cariera de argilă”, pe malul drept al râului Milcov                                                                       |                                                                                       | Încarcă foto \| video | Raportează eroare |
| VN-I-m-B-06398.01 (RAN: 178698.01.03)               | Așezare                                                                      | sat Vârteșcoiu; comuna Vârteșcoiu               | „Cariera de argilă”, pe malul drept al râului Milcov                                                                       | sec. XII - XIII, Epoca medievală                                                      | Încarcă foto \| video | Raportează eroare |
| VN-I-m-B-06398.02 (RAN: 178698.01.04)               | Necropolă                                                                    | sat Vârteșcoiu; comuna Vârteșcoiu               | „Cariera de argilă”, pe malul drept al râului Milcov                                                                       | sec. XII - XIII, Epoca medievală                                                      | Încarcă foto \| video | Raportează eroare |
| VN-I-m-B-06398.03 (RAN: 178698.01.01)               | Așezare                                                                      | sat Vârteșcoiu; comuna Vârteșcoiu               | „Cariera de argilă”, pe malul drept al râului Milcov                                                                       | Epoca bronzului, Cultura Monteoru, fazele Ic4, Ic2, IIa-II b                          | Încarcă foto \| video | Raportează eroare |
| VN-I-m-B-06398.04 (RAN: 178698.01.02)               | Necropolă                                                                    | sat Vârteșcoiu; comuna Vârteșcoiu               | „Cariera de argilă”, pe malul drept al râului Milcov                                                                       | Epoca bronzului, Cultura Monteoru                                                     | Încarcă foto \| video | Raportează eroare |
| VN-I-s-B-06399 (RAN: 178698.02)                     | Situl arheologic de la Vârteșcoiu, punct „Dealul Titila”                     | sat Vârteșcoiu; comuna Vârteșcoiu               | „Dealul Titila”, pe malul drept al râului Milcov                                                                           |                                                                                       | Încarcă foto \| video | Raportează eroare |
| VN-I-m-B-06399.01 (RAN: 178698.02.03)               | Așezare                                                                      | sat Vârteșcoiu; comuna Vârteșcoiu               | „Dealul Titila”, pe malul drept al râului Milcov                                                                           | sec. IV p. Chr., Epoca migrațiilor, Cultura Sântana de Mureș - Cerneahov              | Încarcă foto \| video | Raportează eroare |
| VN-I-m-B-06399.02 (RAN: 178698.02.01)               | Așezare                                                                      | sat Vârteșcoiu; comuna Vârteșcoiu               | „Dealul Titila”, pe malul drept al râului Milcov                                                                           | sec. II - III p. Chr., Cultura carpică                                                | Încarcă foto \| video | Raportează eroare |
| VN-I-m-B-06399.03 (RAN: 178698.02.02)               | Necropolă                                                                    | sat Vârteșcoiu; comuna Vârteșcoiu               | „Dealul Titila”, pe malul drept al râului Milcov                                                                           | sec. II - III p. Chr., Cultura carpică                                                | Încarcă foto \| video | Raportează eroare |
| VN-II-m-B-06405                                     | Casă de rugăciune                                                            | municipiul Focșani                              | Str. Argeș 42 45.69326°N 27.17904°E                                                                                        | sec. XIX                                                                              |                       | Raportează eroare |
| VN-II-m-B-06400                                     | Casă                                                                         | municipiul Focșani                              | Str. Avântului 11 45.69656°N 27.17984°E                                                                                    | 1928                                                                                  |                       | Raportează eroare |
| VN-II-m-B-06401                                     | Casă                                                                         | municipiul Focșani                              | Str. Bălcescu Nicolae 22 45.70232°N 27.17802°E                                                                             | sf. sec. XIX                                                                          |                       | Raportează eroare |
| VN-II-m-A-06402 (RAN: 174753.06)                    | Biserica „Nașterea Maicii Domnului” - Săpunaru                               | municipiul Focșani                              | Str. Bărnuțiu Simion 1 45.6988°N 27.18827°E                                                                                | 1783                                                                                  | Alte imagini          | Raportează eroare |
| VN-II-m-B-06403                                     | Casa Zaharia                                                                 | municipiul Focșani                              | Str. Bărnuțiu Simion 13 45.69757°N 27.18855°E                                                                              | sec. XIX                                                                              | Alte imagini          | Raportează eroare |
| VN-II-m-B-06404                                     | Colegiul Unirea - corp A și corp B Casa Directorului                         | municipiul Focșani                              | Str. Bolliac Cezar 15 45.69802°N 27.19164°E                                                                                | mijl.sec. XIX                                                                         | Alte imagini          | Raportează eroare |
| VN-II-m-B-06406                                     | Casa Sclavone                                                                | municipiul Focșani                              | Str. Cernei 10 45.70256°N 27.18144°E                                                                                       | sec. XIX                                                                              | Alte imagini          | Raportează eroare |
| VN-II-m-B-06407                                     | Casa colonel Albu                                                            | municipiul Focșani                              | Str. Cernei 22 45.70307°N 27.18029°E                                                                                       | 1894                                                                                  |                       | Raportează eroare |
| VN-II-m-B-06408                                     | Casă                                                                         | municipiul Focșani                              | Str. Cernei 27-29 45.70288°N 27.18012°E                                                                                    | înc. sec. XX                                                                          |                       | Raportează eroare |
| VN-II-m-B-06409                                     | Casă                                                                         | municipiul Focșani                              | Str. Cernei 35 45.70316°N 27.1798°E                                                                                        | înc. sec. XX                                                                          |                       | Raportează eroare |
| VN-II-m-B-06410                                     | Casa Huianu                                                                  | municipiul Focșani                              | Str. Comisia Centrală 11 45.70128°N 27.19454°E                                                                             | 1914                                                                                  |                       | Raportează eroare |
| VN-II-m-A-06411 (RAN: 174753.05)                    | Biserica „Sf. Nicolae” - Vechi                                               | municipiul Focșani                              | Str. Cotești 1 45.6959°N 27.18233°E                                                                                        | 1713-1716                                                                             | Alte imagini          | Raportează eroare |
| VN-II-m-B-06412                                     | Școala comercială                                                            | municipiul Focșani                              | Str. Cotești 17 45.69552°N 27.18016°E                                                                                      | înc. sec. XX                                                                          |                       | Raportează eroare |
| VN-II-m-B-06413                                     | Biserica armenească „Sf. Gheorghe”                                           | municipiul Focșani                              | Str. Cotești 22 45.69595°N 27.17975°E                                                                                      | 1789                                                                                  |                       | Raportează eroare |
| VN-II-m-B-06414                                     | Casa Gr. Giurgea                                                             | municipiul Focșani                              | Str. Cotești 25 | 1904                                                                                  | Încarcă foto \| video | Raportează eroare |
| VN-II-m-B-06415                                     | Casa Macridescu                                                              | municipiul Focșani                              | Str. Cuza Vodă 4 45.69603°N 27.18946°E                                                                                     | 1892                                                                                  | Alte imagini          | Raportează eroare |
| VN-II-m-B-06416                                     | Casa Macridescu                                                              | municipiul Focșani                              | Str. Cuza Vodă 6 45.69637°N 27.18961°E                                                                                     | sf. sec. XIX                                                                          |                       | Raportează eroare |
| VN-II-m-A-06417                                     | Tribunalul județean                                                          | municipiul Focșani                              | Str. Cuza Vodă 8 45.69682°N 27.18953°E                                                                                     | 1909                                                                                  |                       | Raportează eroare |
| VN-II-m-B-06418                                     | Casa Gorciu                                                                  | municipiul Focșani                              | Str. Cuza Vodă 18 | sf. sec. XIX                                                                          | Încarcă foto \| video | Raportează eroare |
| VN-II-m-A-06419                                     | Pichetul de Graniță nr. 45 și Vama Veche                                     | municipiul Focșani                              | Str. Cuza Vodă 21 45.69878°N 27.19034°E                                                                                    | sec. XVIII                                                                            | Încarcă foto \| video | Raportează eroare |
| VN-II-m-B-06420                                     | Casa Tatovici                                                                | municipiul Focșani                              | Str. Cuza Vodă 35 45.70076°N 27.18945°E                                                                                    | sf. sec. XIX                                                                          |                       | Raportează eroare |
| VN-II-m-B-06421                                     | Casa Leon Cracalia                                                           | municipiul Focșani                              | Str. Cuza Vodă 41 45.7016°N 27.18965°E                                                                                     | sec. XIX                                                                              | Alte imagini          | Raportează eroare |
| VN-II-m-B-06422                                     | Casa Stănescu                                                                | municipiul Focșani                              | Str. Cuza Vodă 43 45.70199°N 27.18981°E                                                                                    | 1893                                                                                  |                       | Raportează eroare |
| VN-II-m-B-06423                                     | Școala Rarincescu                                                            | municipiul Focșani                              | Str. Cuza Vodă 46 45.70209°N 27.19081°E                                                                                    | 1838-1845                                                                             |                       | Raportează eroare |
| VN-II-m-B-06424                                     | Liceul „Alexandru Ioan Cuza” corp A                                          | municipiul Focșani                              | Str. Cuza Vodă 47 45.70272°N 27.19042°E                                                                                    | 1930-1931                                                                             |                       | Raportează eroare |
| VN-II-m-B-06425                                     | Casă                                                                         | municipiul Focșani                              | Str. Cuza Vodă 49 45.70355°N 27.19073°E                                                                                    | înc. sec. XX                                                                          | Încarcă foto \| video | Raportează eroare |
| VN-II-m-B-06426                                     | Casa Apostoleanu                                                             | municipiul Focșani                              | Str. Cuza Vodă 50 45.70412°N 27.19184°E                                                                                    | 1873                                                                                  |                       | Raportează eroare |
| VN-II-m-B-06427 (RAN: 174753.09)                    | Biserica „Sf. Dumitru”                                                       | municipiul Focșani                              | Str. Eroilor 4 45.69763°N 27.18533°E                                                                                       | 1696-1700                                                                             | Alte imagini          | Raportează eroare |
| VN-II-m-B-06428 (RAN: 174753.19)                    | Biserica „Intrarea Maicii Domnului în Biserică”, „Ovidenia”                  | municipiul Focșani                              | Str. Făgăraș 3 45.69836°N 27.18101°E                                                                                       | sf. sec. XVIII                                                                        |                       | Raportează eroare |
| VN-II-m-B-06429 (RAN: 174753.23)                    | Biserica „Sf. Voievozi”                                                      | municipiul Focșani                              | Str. Garofiței 7 45.69804°N 27.17188°E                                                                                     | 1744-1746                                                                             | Alte imagini          | Raportează eroare |
| VN-II-m-B-06430                                     | Casa Alaci (fost pension)                                                    | municipiul Focșani                              | Bd. Gării 1 45.69854°N 27.17682°E                                                                                          | sec. XIX                                                                              | Alte imagini          | Raportează eroare |
| VN-II-m-B-06431                                     | Casa Ștefănescu                                                              | municipiul Focșani                              | Bd. Gării 5 45.69859°N 27.17702°E                                                                                          | 1930                                                                                  |                       | Raportează eroare |
| VN-II-m-B-06432                                     | Casa Ibrăileanu, corp C1a                                                    | municipiul Focșani                              | Bd. Gării 6 45.69906°N 27.17734°E                                                                                          | sec. XIX                                                                              |                       | Raportează eroare |
| VN-II-m-B-06433                                     | Casa Damian                                                                  | municipiul Focșani                              | Bd. Gării 8 45.69927°N 27.17687°E                                                                                          | 1904                                                                                  |                       | Raportează eroare |
| VN-II-m-B-06434                                     | Casa Longinescu                                                              | municipiul Focșani                              | Bd. Gării 10 45.69919°N 27.17662°E                                                                                         | sec. XVIII                                                                            |                       | Raportează eroare |
| VN-II-m-B-06435                                     | Casa Cristoff Garabet (Tănăsescu)                                            | municipiul Focșani                              | Bd. Gării 12 45.69918°N 27.17626°E                                                                                         | 1880                                                                                  |                       | Raportează eroare |
| VN-II-m-B-06436                                     | Casa Cristache Solomon                                                       | municipiul Focșani                              | Bd. Gării 22 45.69955°N 27.17462°E                                                                                         | înc. sec. XX                                                                          |                       | Raportează eroare |
| VN-II-m-B-06437 (RAN: 174753.22)                    | Biserica „Sf. Nicolae”                                                       | municipiul Focșani                              | Str. Ghioceilor 9 45.69506°N 27.17328°E                                                                                    | sf. sec. XVIII                                                                        |                       | Raportează eroare |
| VN-II-m-B-06438                                     | Casă                                                                         | municipiul Focșani                              | Str. Greva de la Grivița 24 45.70326°N 27.18123°E                                                                          | înc. sec. XX                                                                          |                       | Raportează eroare |
| VN-II-a-B-06439                                     | Ansamblul bisericii „Sf. Gheorghe” - Nord                                    | municipiul Focșani                              | Bd. Independenței 20 45.70335°N 27.18283°E                                                                                 | sec. XIX                                                                              |                       | Raportează eroare |
| VN-II-m-B-06439.01                                  | Biserica „Sf. Gheorghe” - Nord                                               | municipiul Focșani                              | Bd. Independenței 20 45.70335°N 27.18283°E                                                                                 | 1819                                                                                  |                       | Raportează eroare |
| VN-II-m-B-06439.02                                  | Clopotniță                                                                   | municipiul Focșani                              | Bd. Independenței 20 45.70337°N 27.18295°E                                                                                 | 1839                                                                                  |                       | Raportează eroare |
| VN-II-m-B-06440                                     | Biserica „Sf. Apostoli” de la Ocol                                           | municipiul Focșani                              | Bd. Independenței 46 45.70791°N 27.18341°E                                                                                 | 1850                                                                                  |                       | Raportează eroare |
| VN-II-m-B-06442                                     | Casa Gheorghe Botez                                                          | municipiul Focșani                              | Str. Ipătescu Ana 12 45.70366°N 27.18686°E                                                                                 | sec. XIX                                                                              | Alte imagini          | Raportează eroare |
| VN-II-m-A-06443                                     | Banca Națională                                                              | municipiul Focșani                              | Str. Kogălniceanu Mihail 1 45.69871°N 27.18686°E                                                                           | 1926                                                                                  |                       | Raportează eroare |
| VN-II-m-B-06444                                     | Casa Blum                                                                    | municipiul Focșani                              | Str. Kogălniceanu Mihail 7 45.69832°N 27.18672°E                                                                           | sec. XIX                                                                              |                       | Raportează eroare |
| VN-II-m-B-06445                                     | Fosta Cameră de comerț                                                       | municipiul Focșani                              | Str. Kogălniceanu Mihail 12 45.69759°N 27.18649°E                                                                          | sec. XIX                                                                              |                       | Raportează eroare |
| VN-II-m-B-06446                                     | Casa dr. Blum                                                                | municipiul Focșani                              | Str. Kogălniceanu Mihail 13 45.69767°N 27.18699°E                                                                          | sf. sec. XIX                                                                          |                       | Raportează eroare |
| VN-II-a-A-06447 (RAN: 174753.08)                    | Ansamblul bisericii „Proorocul Samuil”, fosta mănăstire „Roman”              | municipiul Focșani                              | Str. Mare a Unirii 28 45.70424°N 27.18551°E                                                                                | 1756-1789                                                                             |                       | Raportează eroare |
| VN-II-m-A-06447.01 (RAN: 174753.08.01)              | Biserica „Proorocul Samuil”                                                  | municipiul Focșani                              | Str. Mare a Unirii 28 45.70424°N 27.18551°E                                                                                | 1756                                                                                  |                       | Raportează eroare |
| VN-II-m-A-06447.02 (RAN: 174753.08.02)              | Zid de incintă                                                               | municipiul Focșani                              | Str. Mare a Unirii 28 45.70427°N 27.18567°E                                                                                | 1789                                                                                  |                       | Raportează eroare |
| VN-II-a-B-06449 (RAN: 174753.20)                    | Ansamblul bisericii „Sf. Voievozi” - Stamatinești                            | municipiul Focșani                              | Str. Moldova 5 45.69899°N 27.19173°E                                                                                       | sec. XVIII                                                                            | Alte imagini          | Raportează eroare |
| VN-II-m-B-06449.01 (RAN: 174753.20.01)              | Biserica „Sf. Voievozi” - Stamatinești                                       | municipiul Focșani                              | Str. Moldova 5 45.69899°N 27.19173°E                                                                                       | 1789-1798                                                                             |                       | Raportează eroare |
| VN-II-m-B-06449.02 (RAN: 174753.20.02)              | Zid de incintă                                                               | municipiul Focșani                              | Str. Moldova 5 45.69885°N 27.19189°E                                                                                       | sec. XVIII                                                                            |                       | Raportează eroare |
| VN-II-m-B-06450                                     | Casă                                                                         | municipiul Focșani                              | Str. Muntenescu, aviator 30                                                                                                | sf. sec. XIX                                                                          |                       | Raportează eroare |
| VN-II-m-B-06451                                     | Casa I. Brătilă                                                              | municipiul Focșani                              | Str. Oituz 62 45.70339°N 27.18606°E                                                                                        | 1901                                                                                  |                       | Raportează eroare |
| VN-II-m-B-06452 (RAN: 174753.18)                    | Biserica „Intrarea Maicii Domnului în Biserică”                              | municipiul Focșani                              | Str. Ovidenia 11 45.69627°N 27.17685°E                                                                                     | 1687                                                                                  | Alte imagini          | Raportează eroare |
| VN-II-m-B-06453                                     | Biserica „Adormirea Maicii Domnului” - Donie                                 | municipiul Focșani                              | Str. Pastia Gheorghe Maior 6 45.69463°N 27.18697°E                                                                         | 1708-1712                                                                             | Alte imagini          | Raportează eroare |
| VN-II-m-A-06454 (RAN: 174753.15)                    | Biserica „Sf. Nicolae” - Nou                                                 | municipiul Focșani                              | Str. Popa Șapcă 7 45.69484°N 27.18371°E                                                                                    | 1732                                                                                  | Alte imagini          | Raportează eroare |
| VN-II-m-B-06455                                     | Casa baron Capri                                                             | municipiul Focșani                              | Bd. Republicii 8 45.69879°N 27.17911°E                                                                                     | sf. sec. XIX                                                                          | Alte imagini          | Raportează eroare |
| VN-II-m-B-06456                                     | Școlile Armenești                                                            | municipiul Focșani                              | Str. Republicii 3A-3B 45.69906°N 27.17851°E                                                                                | sf. sec. XVIII                                                                        |                       | Raportează eroare |
| VN-II-m-B-06457                                     | Casa Ferhat                                                                  | municipiul Focșani                              | Str. Republicii 9 45.69947°N 27.1803°E                                                                                     | sec. XIX                                                                              | Alte imagini          | Raportează eroare |
| VN-II-m-B-06463                                     | Casa dr. Boiu                                                                | municipiul Focșani                              | Str. Republicii 11 45.69941°N 27.18088°E                                                                                   | sf. sec. XIX                                                                          | Alte imagini          | Raportează eroare |
| VN-II-m-B-06458                                     | Casa Honig Moritz - Georgescu                                                | municipiul Focșani                              | Str. Republicii 12 45.69893°N 27.18031°E                                                                                   | 1895                                                                                  |                       | Raportează eroare |
| VN-II-m-B-06459                                     | Casă                                                                         | municipiul Focșani                              | Str. Republicii 14 45.69897°N 27.18072°E                                                                                   | sec. XIX                                                                              | Încarcă foto \| video | Raportează eroare |
| VN-II-m-B-06460                                     | Casă                                                                         | municipiul Focșani                              | Str. Republicii 16 45.69901°N 27.18127°E                                                                                   | înc. sec. XX                                                                          |                       | Raportează eroare |
| VN-II-m-A-06461                                     | Clădirea Prefecturii                                                         | municipiul Focșani                              | Str. Republicii 71 45.69919°N 27.18678°E                                                                                   | 1913-1926 Daniel Renard (arhitect)                                                    | Alte imagini          | Raportează eroare |
| VN-II-m-A-06462                                     | Teatru „Maior Gh. Pastia”                                                    | municipiul Focșani                              | Str. Republicii 73 45.69924°N 27.18806°E                                                                                   | 1909-1913 Constantin Ciogolea, Simion Vasilescu (arhitecți)                           |                       | Raportează eroare |
| VN-II-m-B-06464 (RAN: 174753.14)                    | Biserica „Adormirea Maicii Domnului”                                         | municipiul Focșani                              | Str. Rodnei 3 45.69347°N 27.17499°E                                                                                        | 1760-1770                                                                             | Alte imagini          | Raportează eroare |
| VN-II-m-B-06465                                     | Tăbăcăria Tăchiță Nistor                                                     | municipiul Focșani                              | Str. Rodnei 12 45.69347°N 27.17494°E                                                                                       | 1896                                                                                  |                       | Raportează eroare |
| VN-II-m-B-06466                                     | Casă                                                                         | municipiul Focșani                              | Str. Sava Maior 4B 45.70208°N 27.18868°E                                                                                   | sec. XIX                                                                              |                       | Raportează eroare |
| VN-II-m-B-06467                                     | Casa Găgiulescu                                                              | municipiul Focșani                              | Str. Sava Maior 10 45.70258°N 27.18814°E                                                                                   | 1889                                                                                  |                       | Raportează eroare |
| VN-II-m-B-06468                                     | Casa colonel Patriciu                                                        | municipiul Focșani                              | Str. Sava Maior 17 45.70357°N 27.18735°E                                                                                   | sf. sec. XIX                                                                          |                       | Raportează eroare |
| VN-II-m-B-06469                                     | Casa Pușcă                                                                   | municipiul Focșani                              | Str. Șonțu Maior 25 45.70055°N 27.19135°E                                                                                  |                                                                                       |                       | Raportează eroare |
| VN-II-m-B-06470                                     | Casa Tomescu (Schmoll)                                                       | municipiul Focșani                              | Str. Ștefan cel Mare 18 45.6982°N 27.17906°E                                                                               | sec. XIX                                                                              | Alte imagini          | Raportează eroare |
| VN-II-m-B-06471                                     | Casa Brăileanu                                                               | municipiul Focșani                              | Str. Ștefan cel Mare 21 45.69745°N 27.18102°E                                                                              | 1889                                                                                  | Alte imagini          | Raportează eroare |
| VN-II-m-B-06472                                     | Casa Chirițescu                                                              | municipiul Focșani                              | Str. Ștefan cel Mare 27 45.69765°N 27.17969°E                                                                              | sec. XIX                                                                              |                       | Raportează eroare |
| VN-II-m-B-06473                                     | Casa Eliade Holban                                                           | municipiul Focșani                              | Str. Ștefan cel Mare 35 45.69788°N 27.17909°E                                                                              | 1928                                                                                  |                       | Raportează eroare |
| VN-II-m-B-06474                                     | Casă                                                                         | municipiul Focșani                              | Str. Ștefan cel Mare 37 45.69793°N 27.17887°E                                                                              | înc. sec. XX                                                                          |                       | Raportează eroare |
| VN-II-m-B-06477                                     | Casa Giurgea                                                                 | municipiul Focșani                              | Str. Tăbăcari 3 45.69804°N 27.17724°E                                                                                      | înc. sec. XX                                                                          |                       | Raportează eroare |
| VN-II-m-B-06478                                     | Casă                                                                         | municipiul Focșani                              | Str. Tăbăcari 9 | sec. XIX                                                                              | Încarcă foto \| video | Raportează eroare |
| VN-II-m-B-06476                                     | Pivnița casei Nistor                                                         | municipiul Focșani                              | Str. Tăbăcari 40 | sec. XIX                                                                              | Încarcă foto \| video | Raportează eroare |
| VN-II-m-B-06479                                     | Biserica „Sf. Spiridon”                                                      | municipiul Focșani                              | Str. Tăbăcari 41 45.69526°N 27.17091°E                                                                                     | 1820-1826                                                                             | Alte imagini          | Raportează eroare |
| VN-II-m-B-06480                                     | Casă                                                                         | municipiul Focșani                              | Str. Tătulescu 15 45.70384°N 27.17801°E                                                                                    | înc. sec. XX                                                                          |                       | Raportează eroare |
| VN-II-m-B-06481                                     | Casă                                                                         | municipiul Focșani                              | Str. Timiș 4 45.69969°N 27.17705°E                                                                                         | sec. XIX                                                                              |                       | Raportează eroare |
| VN-II-m-B-06482                                     | Casa dr. Saideman                                                            | municipiul Focșani                              | Str. Titulescu Nicolae 1 45.70009°N 27.18035°E                                                                             | sec. XIX                                                                              | Alte imagini          | Raportează eroare |
| VN-II-m-B-06483                                     | Casă                                                                         | municipiul Focșani                              | Str. Titulescu Nicolae 6 45.7004°N 27.18051°E                                                                              | înc. sec. XX                                                                          |                       | Raportează eroare |
| VN-II-m-B-06484                                     | Casă                                                                         | municipiul Focșani                              | Str. Titulescu Nicolae 12 45.70093°N 27.18038°E                                                                            | sf. sec. XIX                                                                          |                       | Raportează eroare |
| VN-II-a-A-06485 (RAN: 174753.04)                    | Ansamblul bisericii „Sf. Împărați Constantin și Elena”                       | municipiul Focșani                              | Bd. Unirii 22 45.69256°N 27.18534°E                                                                                        |                                                                                       |                       | Raportează eroare |
| VN-II-m-A-06485.01 (RAN: 174753.04.01)              | Biserica „Sf. Împărați Constantin și Elena”                                  | municipiul Focșani                              | Bd. Unirii 22 45.69256°N 27.18534°E                                                                                        | 1815                                                                                  | Alte imagini          | Raportează eroare |
| VN-II-m-A-06485.02 (RAN: 174753.04.02)              | Zid de incintă                                                               | municipiul Focșani                              | Bd. Unirii 22 45.69263°N 27.18531°E                                                                                        | sec. XVIII                                                                            |                       | Raportează eroare |
| VN-II-m-B-06486 (RAN: 174753.21)                    | Biserica „Adormirea Maicii Domnului” - Precista                              | municipiul Focșani                              | Bd. Unirii 42 45.69748°N 27.18356°E                                                                                        | 1709-1716                                                                             | Alte imagini          | Raportează eroare |
| VN-II-a-B-06487                                     | Ansamblul „Piața Unirii”                                                     | municipiul Focșani                              | Piața Unirii 45.69597°N 27.18483°E                                                                                         |                                                                                       | Alte imagini          | Raportează eroare |
| VN-II-m-B-06488                                     | Ateneul Popular                                                              | municipiul Focșani                              | Piața Unirii 3 45.69562°N 27.18516°E                                                                                       | 1927 Frederich Mandel (arhitect)                                                      |                       | Raportează eroare |
| VN-II-m-A-06489 (RAN: 174753.16)                    | Biserica „Nașterea Sf. Ioan Botezătorul”                                     | municipiul Focșani                              | Piața Unirii 5 45.69605°N 27.18526°E                                                                                       | 1660-1664                                                                             | Alte imagini          | Raportează eroare |
| VN-II-m-B-06490 (RAN: 174753.17)                    | Biserica „Sf. Gheorghe” - Sud                                                | municipiul Focșani                              | Str. Vâlcele 17, în incinta Cimitirului Sudic 45.69346°N 27.16624°E                                                        | sec. XVIII                                                                            | Alte imagini          | Raportează eroare |
| VN-II-m-B-06492                                     | Vila Cicinetta                                                               | municipiul Focșani                              | Str. Zamfirescu Duiliu 6 45.7012°N 27.1881°E                                                                               | înc. sec. XX                                                                          |                       | Raportează eroare |
| VN-II-m-B-06491                                     | Biserica „Sf. Nicolae” - Stroe                                               | municipiul Focșani                              | Str. Zamfirescu Duiliu 13 45.70157°N 27.1882°E                                                                             | 1839                                                                                  | Alte imagini          | Raportează eroare |
| VN-II-m-B-06493                                     | Primăria                                                                     | oraș Adjud                                      | Str. Alecsandri Vasile 7                                                                                                   | înc. sec. XX                                                                          | Încarcă foto \| video | Raportează eroare |
| VN-II-m-B-06495 (RAN: 177575.02)                    | Biserica de lemn „Sf. Nicolae”                                               | sat Anghelești; comuna Ruginești                | În centrul satului, șosea E 85                                                                                             | 1757-1758                                                                             | Alte imagini          | Raportează eroare |
| VN-II-m-B-06498 (RAN: 175769.02)                    | Biserica „Sf. Voievozi”                                                      | sat Bonțești; comuna Cârligele                  | La intersecția drumului comunal Cârligele-Dălhăuți                                                                         | sf. sec. XVII - înc. sec. XVIII                                                       | Încarcă foto \| video | Raportează eroare |
| VN-II-m-A-06499 (RAN: 175448.03)                    | Biserica „Adormirea Maicii Domnului”                                         | sat Bordești; comuna Bordești                   | Spre sud, la intrarea în sat 45.54972°N 27.03611°E                                                                         | 1698-1699                                                                             | Încarcă foto \| video | Raportează eroare |
| VN-II-m-B-06500 (RAN: 175689.01)                    | Biserica de lemn „Cuvioasa Paraschiva” - Tei                                 | sat Câmpuri; comuna Câmpuri                     | DJ Panciu - Soveja, la intrarea în sat 46.00557°N 26.81524°E                                                               | 1663                                                                                  | Încarcă foto \| video | Raportează eroare |
| VN-II-m-B-06501 (RAN: 175965.06)                    | Biserica „Nașterea Maicii Domnului” a fostului Schit Recea                   | sat Cândești; comuna Dumbrăveni                 | Str. Mănăstirea Recea 4 45.55221°N 27.06859°E                                                                              | 1802-1804                                                                             | Încarcă foto \| video | Raportează eroare |
| VN-II-m-B-06502 (RAN: 175518.01)                    | Biserica Sf. Arhangheli Mihail și Gavril                                     | sat Chiojdeni; comuna Chiojdeni                 | 45.56414°N 26.86176°E | sec. XVIII                                                                            | Încarcă foto \| video | Raportează eroare |
| VN-II-m-A-06503 (RAN: 175304.01)                    | Biserica de lemn „Sf. Ioan Botezătorul”                                      | sat Chițcani; comuna Movilița                   | În centrul satului, pe Dj Panciu - Adjud                                                                                   | sec. XVII                                                                             | Alte imagini          | Raportează eroare |
| VN-II-a-A-06504 (RAN: 175894.01)                    | Mănăstirea Cotești                                                           | sat Cotești; comuna Cotești                     | Incintă mănăstire Cotești, la N de sat 45.65048°N 27.03971°E                                                               | 1720                                                                                  | Încarcă foto \| video | Raportează eroare |
| VN-II-m-A-06504.01 (RAN: 175894.01.01)              | Biserica „Sf. Treime”                                                        | sat Cotești; comuna Cotești                     | Incintă mănăstire Cotești, la N de sat 45.65042°N 27.03951°E                                                               | 1720                                                                                  | Încarcă foto \| video | Raportează eroare |
| VN-II-m-A-06504.02 (RAN: 175894.01.02)              | Turn clopotniță                                                              | sat Cotești; comuna Cotești                     | Incintă mănăstire Cotești, la N de sat                                                                                     | 1720                                                                                  | Încarcă foto \| video | Raportează eroare |
| VN-II-m-B-06506                                     | Biserica „Sf. Ioan Botezătorul”                                              | sat Coza; comuna Tulnici                        | Pe malul drept al râului Coza, la 1 km de DN Focșani - Greșu- Brașov                                                       | 1873                                                                                  | Alte imagini          | Raportează eroare |
| VN-II-a-B-20832                                     | Schitul Dălhăuți                                                             | sat Dălhăuți; comuna Cârligele                  | La 1 km N de sat pe drum forestier, pe doi pinteni de deal 45.69511°N 27.01155°E                                           | sec. XIX                                                                              | Alte imagini          | Raportează eroare |
| VN-II-m-B-20832.01                                  | Biserica de lemn „Sf. Arhangheli”                                            | sat Dălhăuți; comuna Cârligele                  | La 1 km N de sat pe drum forestier, pe doi pinteni de deal 45.69556°N 27.01157°E                                           | 1810                                                                                  |                       | Raportează eroare |
| VN-II-m-B-20832.02                                  | Biserica „Izvorul Tămăduirii”                                                | sat Dălhăuți; comuna Cârligele                  | La 1 km N de sat pe drum forestier, pe doi pinteni de deal 45.6956°N 27.01138°E                                            | 1828                                                                                  |                       | Raportează eroare |
| VN-II-m-B-20832.03                                  | Biserica „Sf. Împărați”                                                      | sat Dălhăuți; comuna Cârligele                  | La 1 km N de sat pe drum forestier, pe doi pinteni de deal                                                                 | 1840-1850                                                                             | Încarcă foto \| video | Raportează eroare |
| VN-II-m-A-06508 (RAN: 177389.03)                    | Biserica „Adormirea Maicii Domnului”                                         | sat Domnești-Târg; comuna Pufești               | La N de sat, 1 km dreapta din E85 Focșani- Adjud 46.02652°N 27.21139°E                                                     | 1661-1667                                                                             | Încarcă foto \| video | Raportează eroare |
| VN-II-a-A-06509 (RAN: 177771.02)                    | Fosta mănăstire Soveja                                                       | sat Dragosloveni; comuna Soveja                 | La intrarea în stațiunea Soveja 45.99958°N 26.64509°E                                                                      | 1645                                                                                  | Încarcă foto \| video | Raportează eroare |
| VN-II-m-A-06509.01 (RAN: 177771.02.01)              | Biserica „Nașterea Domnului”                                                 | sat Dragosloveni; comuna Soveja                 | La intrarea în stațiunea Soveja 45.99956°N 26.64505°E                                                                      | 1645                                                                                  |                       | Raportează eroare |
| VN-II-m-A-06509.02 (RAN: 177771.02.02)              | Turn clopotniță                                                              | sat Dragosloveni; comuna Soveja                 | La intrarea în stațiunea Soveja                                                                                            | 1645                                                                                  |                       | Raportează eroare |
| VN-II-m-A-06509.03 (RAN: 177771.02.03)              | Fragmente zid incintă                                                        | sat Dragosloveni; comuna Soveja                 | La intrarea în stațiunea Soveja                                                                                            | 1645                                                                                  |                       | Raportează eroare |
| VN-II-m-B-06510 (RAN: 174799.02)                    | Biserica „Sf. Voievozi”                                                      | sat Florești; comuna Câmpineanca                | Pe DJ Focșani - Câmpineanca prin Vâlcele, la intrarea în sat 45.70367°N 27.14404°E                                         | sec. XVII                                                                             |                       | Raportează eroare |
| VN-II-m-B-06511                                     | Biserica de lemn „Sf. Voievozi”                                              | sat Gugești; comuna Gugești                     | Str. Unirii 116 | 1879                                                                                  | Încarcă foto \| video | Raportează eroare |
| VN-II-m-B-06512                                     | Zidul lui Donie                                                              | sat Hângulești; comuna Vulturu                  | La ieșirea de V a satului, pct. „Sonda”                                                                                    | 1800                                                                                  | Încarcă foto \| video | Raportează eroare |
| VN-II-m-B-21099                                     | Biserica din lemn „Sfânta Treime”, Schitul Buluc                             | comuna Jariștea                                 | 45.80372°N 27.00399°E |                                                                                       |                       | Raportează eroare |
| VN-II-a-A-06513 (RAN: 175830.01)                    | Ansamblul bisericii „Adormirea Maicii Domnului”                              | sat Lărgășeni; comuna Corbița                   | | 1760                                                                                  | Încarcă foto \| video | Raportează eroare |
| VN-II-m-A-06513.01 (RAN: 175830.01.01)              | Biserica de lemn „Adormirea Maicii Domnului”                                 | sat Lărgășeni; comuna Corbița                   | La intersecția DJ Adjud-Podu Turcului- Lărgășeni                                                                           | 1760                                                                                  | Încarcă foto \| video | Raportează eroare |
| VN-II-m-A-06513.02 (RAN: 175830.01.02)              | Turn clopotniță                                                              | sat Lărgășeni; comuna Corbița                   | La intersecția DJ Adjud-Podu Turcului- Lărgășeni                                                                           | 1760                                                                                  | Încarcă foto \| video | Raportează eroare |
| VN-II-m-B-06514                                     | Biserica de lemn „Adormirea Maicii Domnului”                                 | sat Lepșa; comuna Tulnici                       | În incinta Mănăstirii Lepșa, la 1 km de șoseaua Tulnici - Ojdula 45.96844°N 26.56564°E                                     | 1930-1936                                                                             |                       | Raportează eroare |
| VN-II-m-B-06515                                     | Biserica „Nașterea Maicii Domnului”                                          | sat Lespezi; comuna Homocea                     | În centrul satului, pe stânga DJ Adjud-Tecuci                                                                              | 1809                                                                                  | Încarcă foto \| video | Raportează eroare |
| VN-II-m-B-06516                                     | Biserica „Sf. Nicolae”                                                       | sat Maluri; comuna Vulturu                      | În centrul satului, pe DC Vulturu- Mălureni 45.63089°N 27.38655°E                                                          | 1819                                                                                  | Încarcă foto \| video | Raportează eroare |
| VN-II-m-A-06517 (RAN: 176203.02)                    | Biserica de lemn „Adormirea Maicii Domnului”                                 | sat Mănăstioara; comuna Fitionești              | Drum comunal, la 500 m de șoseaua Mănăstioara - Fitionești                                                                 | sec. XVIII                                                                            | Încarcă foto \| video | Raportează eroare |
| VN-II-m-B-06518                                     | Gara Mărășești                                                               | oraș Mărășești                                  | Str. Doinei 1 45.87581°N 27.21474°E                                                                                        | mijl.sec. XIX                                                                         | Alte imagini          | Raportează eroare |
| VN-II-a-A-06519 (RAN: 176695.01)                    | Fosta mănăstire Mera                                                         | sat Mera; comuna Mera                           | Pe dealul Merei, drum comunal, la 1 km de DJ Focșani- Andreiașu 45.76713°N 26.93215°E                                      | 1685                                                                                  | Încarcă foto \| video | Raportează eroare |
| VN-II-m-A-06519.01                                  | Biserica „Sf. Împărați”                                                      | sat Mera; comuna Mera                           | Pe dealul Merei, drum comunal, la 1 km de DJ Focșani- Andreiașu 45.76713°N 26.93215°E                                      | 1685                                                                                  | Încarcă foto \| video | Raportează eroare |
| VN-II-m-A-06519.02                                  | Clădiri anexe                                                                | sat Mera; comuna Mera                           | Pe dealul Merei, drum comunal, la 1 km de DJ Focșani- Andreiașu                                                            | 1685                                                                                  | Încarcă foto \| video | Raportează eroare |
| VN-II-m-A-06519.03                                  | Turn clopotniță                                                              | sat Mera; comuna Mera                           | Pe dealul Merei, drum comunal, la 1 km de DJ Focșani- Andreiașu                                                            | 1685                                                                                  | Încarcă foto \| video | Raportează eroare |
| VN-II-m-A-06519.04                                  | Zid de incintă                                                               | sat Mera; comuna Mera                           | Pe dealul Merei, drum comunal, la 1 km de DJ Focșani- Andreiașu 45.76729°N 26.93166°E                                      | 1685                                                                                  | Încarcă foto \| video | Raportează eroare |
| VN-II-m-B-06520                                     | Biserica „Sf. Ecaterina”                                                     | sat Milcovul; comuna Milcovul                   | În centrul satului pe DJ Focșani- Milcovul 45.64571°N 27.26765°E                                                           | mijl.sec. XIX                                                                         |                       | Raportează eroare |
| VN-II-m-B-06521 (RAN: 178652.01)                    | Biserica „Sf. Voievozi”                                                      | sat Mirceștii Vechi; comuna Vânători            | Pe malul râului Putna, DJ Focșani-Doaga                                                                                    | sec. XVIII                                                                            | Încarcă foto \| video | Raportează eroare |
| VN-II-m-B-06522 (RAN: 177959.02)                    | Biserica de lemn „Intrarea în Biserică”                                      | sat Nănești; comuna Tănăsoaia                   | În centrul satului, DN Focșani- Brăila                                                                                     | 1776                                                                                  | Încarcă foto \| video | Raportează eroare |
| VN-II-m-B-06523                                     | Biserica „Cuvioasa Paraschiva”                                               | sat Năruja; comuna Năruja                       | În centrul satului, pe DJ Vidra- Nereju 45.82572°N 26.77844°E                                                              | 1788                                                                                  |                       | Raportează eroare |
| VN-II-m-B-06524 (RAN: 177012.01)                    | Biserica de lemn „Sf. Nicolae”                                               | sat Nistorești; comuna Nistorești               | În centrul satului, pe DC Năruja- Herăstrău                                                                                | sec. XVIII                                                                            | Alte imagini          | Raportează eroare |
| VN-II-m-B-06505 (RAN: 175894.02)                    | Biserica de lemn „Adormirea Maicii Domnului”                                 | sat Odobasca; comuna Cotești                    | În incinta cimitirului Cotești                                                                                             | sec. XVII                                                                             | Încarcă foto \| video | Raportează eroare |
| VN-II-m-A-06525 (RAN: 175028.02)                    | Beciul domnesc                                                               | oraș Odobești                                   | Str. Beciul Domnesc 8 45.75458°N 27.07724°E                                                                                | sec. XVI                                                                              |                       | Raportează eroare |
| VN-II-m-B-06530                                     | Gara Odobești                                                                | oraș Odobești                                   | Str. Caporal Diea 15 45.7648°N 27.07338°E                                                                                  | 1893                                                                                  | Alte imagini          | Raportează eroare |
| VN-II-m-A-20956                                     | Biserica „Sf. Apostoli Petru și Pavel” - Cazaclii                            | oraș Odobești                                   | Str. Cazaclii 33 45.76527°N 27.0827°E                                                                                      | 1777                                                                                  |                       | Raportează eroare |
| VN-II-m-B-06527                                     | Școală cu două corpuri                                                       | oraș Odobești                                   | Str. Dobrogeanu Gherea Constantin 1 45.76156°N 27.06595°E                                                                  | sf. sec. XIX                                                                          |                       | Raportează eroare |
| VN-II-m-B-06529                                     | Beciurile Bahamat                                                            | oraș Odobești                                   | Str. Fundătura Cetățuia 5                                                                                                  | sec. XIX                                                                              | Încarcă foto \| video | Raportează eroare |
| VN-II-m-B-06531                                     | Casa Gaicu                                                                   | oraș Odobești                                   | Str. Iorga Nicolae 11A, în incinta fostei ferme IAS                                                                        | înc. sec. XX                                                                          | Încarcă foto \| video | Raportează eroare |
| VN-II-m-B-06532                                     | Casa Apostu                                                                  | oraș Odobești                                   | Str. Libertății 51 45.76149°N 27.06119°E                                                                                   | 1901                                                                                  |                       | Raportează eroare |
| VN-II-m-B-06533                                     | Primăria Odobești                                                            | oraș Odobești                                   | Str. Libertății 113 45.7593°N 27.06758°E                                                                                   | 1900                                                                                  |                       | Raportează eroare |
| VN-II-m-B-06534                                     | Casa dr. Georgescu                                                           | oraș Odobești                                   | Str. Libertății 124 45.75921°N 27.06673°E                                                                                  | sf. sec. XIX                                                                          |                       | Raportează eroare |
| VN-II-m-B-06535                                     | Casa Curețeanu                                                               | oraș Odobești                                   | Str. Smârdan 87 45.76155°N 27.06535°E                                                                                      | sf. sec. XIX                                                                          |                       | Raportează eroare |
| VN-II-m-B-06536                                     | Casa Pogorevici                                                              | oraș Odobești                                   | Str. Ștefan cel Mare 59A 45.76189°N 27.06756°E                                                                             | înc. sec. XX                                                                          |                       | Raportează eroare |
| VN-II-a-A-06537 (RAN: 175028.05)                    | Ansamblul bisericii „Sfânta Cruce”                                           | oraș Odobești                                   | Str. Ștefan cel Mare 38 45.76022°N 27.06795°E                                                                              | sec. XVIII                                                                            | Alte imagini          | Raportează eroare |
| VN-II-m-A-06537.01 (RAN: 175028.05.01)              | Biserica „Sfânta Cruce”                                                      | oraș Odobești                                   | Str. Ștefan cel Mare 38 45.76022°N 27.06795°E                                                                              | sec. XVIII                                                                            |                       | Raportează eroare |
| VN-II-m-A-06537.02 (RAN: 175028.05.02)              | Turn clopotniță                                                              | oraș Odobești                                   | Str. Ștefan cel Mare 38 45.76037°N 27.06775°E                                                                              | sec. XVIII                                                                            |                       | Raportează eroare |
| VN-II-m-A-06537.03 (RAN: 175028.05.03)              | Zid de incintă                                                               | oraș Odobești                                   | Str. Ștefan cel Mare 38 45.76027°N 27.06767°E                                                                              | sec. XVIII                                                                            |                       | Raportează eroare |
| VN-II-m-B-06539                                     | Casa Vianu                                                                   | oraș Odobești                                   | Str. Ștefan cel Mare 65 45.76726°N 27.07204°E                                                                              | înc. sec. XX                                                                          |                       | Raportează eroare |
| VN-II-m-A-06540 (RAN: 175028.03)                    | Biserica „Nașterea Maicii Domnului”                                          | oraș Odobești                                   | Str. Vladimirescu Tudor 5 45.76278°N 27.06167°E                                                                            | 1732                                                                                  | Alte imagini          | Raportează eroare |
| VN-II-m-B-06541 (RAN: 175028.04)                    | Biserica „Ovidenia”                                                          | oraș Odobești                                   | Str. Vlahuță Alexandru 3 45.76214°N 27.05859°E                                                                             | 1670-1680, rep. 1820                                                                  |                       | Raportează eroare |
| VN-II-a-B-06542 (RAN: 178288.02)                    | Mănăstirea Vărzărești                                                        | sat Palanca; comuna Urechești                   | Drum forestier, 3 km către Urechești-Vărzărești 45.60835°N 27.02895°E                                                      | 1644                                                                                  | Încarcă foto \| video | Raportează eroare |
| VN-II-m-B-06542.01 (RAN: 178288.02.01)              | Biserica „Sf. Gheorghe”                                                      | sat Palanca; comuna Urechești                   | Drum forestier, 3 km către Urechești-Vărzărești                                                                            | 1644                                                                                  | Încarcă foto \| video | Raportează eroare |
| VN-II-m-B-06542.02 (RAN: 178288.02.02)              | Biserica „Adormirea Maicii Domnului”                                         | sat Palanca; comuna Urechești                   | Drum forestier, 3 km către Urechești-Vărzărești                                                                            | 1644                                                                                  | Încarcă foto \| video | Raportează eroare |
| VN-II-m-B-06543                                     | Beciul Vlădoianu                                                             | oraș Panciu                                     | În marginea de S a orașului, pe drumul spre Schitul Brazi                                                                  | sec. XIX                                                                              | Încarcă foto \| video | Raportează eroare |
| VN-II-m-B-06544                                     | Beciul Marin Ștefan                                                          | oraș Panciu                                     | În N de oraș, pe drumul spre Movilița                                                                                      | sec. XIX                                                                              | Încarcă foto \| video | Raportează eroare |
| VN-II-m-A-06545 (RAN: 175064.03)                    | Beciul Domnesc                                                               | oraș Panciu                                     | Pe Valea Cerbului, la 5 km de orașul Panciu                                                                                | sec. XVIII                                                                            | Încarcă foto \| video | Raportează eroare |
| VN-II-m-B-06546 (RAN: 175064.02)                    | Paraclisul schitului Brazi                                                   | oraș Panciu                                     | La S de oraș, pe partea dreaptă a pârâului Hăulita 45.90072°N 27.08323°E                                                   | sec. XVIII                                                                            |                       | Raportează eroare |
| VN-II-m-B-06547                                     | Casa Nicolae Milea                                                           | oraș Panciu                                     | Str. Cuza Vodă 15 45.90886°N 27.0896°E                                                                                     | înc. sec. XX                                                                          | Încarcă foto \| video | Raportează eroare |
| VN-II-m-B-06548                                     | Gard de fier (casa Gâtză)                                                    | oraș Panciu                                     | Str. Nicolae Titulescu | sec. XIX - XX                                                                         | Încarcă foto \| video | Raportează eroare |
| VN-II-m-B-06549                                     | Casa Sergiu Seferovici                                                       | oraș Panciu                                     | Str. Porumbescu Ciprian 22 45.90749°N 27.08602°E                                                                           | 1936                                                                                  | Încarcă foto \| video | Raportează eroare |
| VN-II-m-B-06550 (RAN: 178171.01)                    | Biserica de lemn „Sf. Nicolae”                                               | sat Păulești; comuna Păulești                   | La N de sat, în fostul cimitir 45.89009°N 26.68481°E                                                                       | 1791                                                                                  | Alte imagini          | Raportează eroare |
| VN-II-s-B-06551                                     | Crângul Petrești - Rezervație de arhitectură și tehnică populară             | sat Petrești; comuna Vânători                   | Pe DJ Focșani - Petrești - Vânători 45.72423°N 27.23118°E                                                                  | 1977                                                                                  |                       | Raportează eroare |
| VN-II-m-B-06553                                     | Biserica „Sf. Apostoli Petru și Pavel” a mănăstirii Sihastru                 | sat Ploscuțeni; comuna Ploscuțeni               | În coasta dealului Nicorești, pe DJ Adjud- Tecuci 46.04824°N 27.26793°E                                                    | 1882-1891                                                                             | Încarcă foto \| video | Raportează eroare |
| VN-II-m-A-06554 (RAN: 178368.01)                    | Biserica de lemn „Sf. Nicolae”                                               | sat Prisaca; comuna Valea Sării                 | La ieșirea din sat, DJ Vidra- Nereju                                                                                       | sec. XVIII                                                                            | Alte imagini          | Raportează eroare |
| VN-II-m-B-06555                                     | Biserica de lemn „Sf. Voievozi”                                              | sat Răcoasa; comuna Răcoasa                     | La N de sat, la 500 m, pe șoseaua spre Mărășești                                                                           | 1807                                                                                  | Încarcă foto \| video | Raportează eroare |
| VN-II-m-A-06556 (RAN: 177566.01)                    | Biserica de lemn „Cuvioasa Paraschiva”                                       | sat Ruginești; comuna Ruginești                 | La intrarea în sat, pe partea dreaptă a șoselei E 85                                                                       | sec. XVII                                                                             | Alte imagini          | Raportează eroare |
| VN-II-m-B-06557                                     | Biserica „Nașterea Sf. Ioan Botezătorul” a schitului Rogozu                  | sat Slobozia Bradului; comuna Slobozia Bradului | Pct. „Rogozu”, la 3 km pe DC Slobozia Bradului-Rogozu, în Poiana Rusului 45.49911°N 27.02607°E                             | înc. sec. XIX                                                                         |                       | Raportează eroare |
| VN-II-m-B-06558                                     | Biserica „Sf. Nicolae”                                                       | sat Slobozia Bradului; comuna Slobozia Bradului | La N de sat, lângă fostul IAS 45.49439°N 27.05616°E                                                                        | 1808                                                                                  | Încarcă foto \| video | Raportează eroare |
| VN-II-m-A-06559 (RAN: 177806.01)                    | Biserica de lemn „Sf. Nicolae”                                               | sat desființat Străoane de Sus; comuna Străoane | În centrul satului, la 500 m de centrul județean Panciu Soveja, în incinta cimitirului 45.93523°N 27.04112°E               | sec. XVII                                                                             | Alte imagini          | Raportează eroare |
| VN-II-m-B-06560                                     | Casa Sclavone cu anexe                                                       | sat Țifești; comuna Țifești                     | În centrul satului, punct „Oleșești”                                                                                       | 1860                                                                                  | Încarcă foto \| video | Raportează eroare |
| VN-II-m-B-06561                                     | Casa Duță                                                                    | sat Țifești; comuna Țifești                     | 24, „Sârbi” | sf. sec. XIX                                                                          | Încarcă foto \| video | Raportează eroare |
| VN-II-a-A-06562 (RAN: 177085.01)                    | Schitul Valea Neagră                                                         | sat Valea Neagră; comuna Nistorești             | Schit Valea Neagră, la 1,5 km spre Herăstrău 45.80792°N 26.63652°E                                                         | 1755-1757                                                                             | Alte imagini          | Raportează eroare |
| VN-II-m-A-06562.01 (RAN: 177085.01.01)              | Biserica „Adormirea Maicii Domnului”                                         | sat Valea Neagră; comuna Nistorești             | Schit Valea Neagră, la 1,5 km spre Herăstrău                                                                               | 1755-1757                                                                             |                       | Raportează eroare |
| VN-II-m-A-06562.02 (RAN: 177085.01.02)              | Turn clopotniță                                                              | sat Valea Neagră; comuna Nistorești             | Schit Valea Neagră, la 1,5 km spre Herăstrău                                                                               | 1755-1757                                                                             | Încarcă foto \| video | Raportează eroare |
| VN-II-m-A-06563 (RAN: 178322.01)                    | Biserica de lemn „Cuvioasa Paraschiva”                                       | sat Valea Sării; comuna Valea Sării             | În centrul satului, la 200 m de DJ Vidra - Tulnici                                                                         | 1772-1773                                                                             | Alte imagini          | Raportează eroare |
| VN-II-m-B-06552 (RAN: 177094.01)                    | Biserica de lemn „Sf. Voievozi”                                              | sat Vetrești-Herăstrău; comuna Nistorești       | La ieșirea din sat, pe drumul Năruja-Herăstrău                                                                             | sec. XVIII                                                                            | Încarcă foto \| video | Raportează eroare |
| VN-II-m-B-06565                                     | Școală                                                                       | sat Vidra; comuna Vidra                         | La intrarea în sat | sf. sec. XIX                                                                          | Încarcă foto \| video | Raportează eroare |
| VN-II-m-B-06566                                     | Spitalul comunal                                                             | sat Vidra; comuna Vidra                         | La intrarea în sat, pe drumul către Burca 45.9114°N 26.90771°E                                                             | sf. sec. XIX                                                                          | Încarcă foto \| video | Raportează eroare |
| VN-II-m-B-06567                                     | Casa Cincu                                                                   | sat Vitănești; comuna Țifești                   | La intrarea în sat, în fața morii, pe DC Sârbi-Clipicești 45.8841°N 27.03992°E                                             | sec. XIX                                                                              | Încarcă foto \| video | Raportează eroare |
| VN-II-m-B-06568 (RAN: 178260.01)                    | Moară de apă                                                                 | sat Vitănești; comuna Țifești                   | În marginea satului, pe DC Sârbi- Clipicești                                                                               | 1615                                                                                  | Încarcă foto \| video | Raportează eroare |
| VN-II-a-A-06569                                     | Fosta mănăstire Vizantea                                                     | sat Vizantea; comuna Vizantea                   | Pe DJ Câmpuri-Vidra, în incinta fostei mănăstiri Vizantea                                                                  | sec. XVII                                                                             | Alte imagini          | Raportează eroare |
| VN-II-m-A-06569.01                                  | Biserica nouă „Sf. Cruce”                                                    | sat Vizantea; comuna Vizantea                   | Pe DJ Câmpuri-Vidra, în incinta fostei mănăstiri Vizantea                                                                  | 1850-1854                                                                             | Încarcă foto \| video | Raportează eroare |
| VN-II-m-A-06569.02                                  | Turn clopotniță                                                              | sat Vizantea; comuna Vizantea                   | Pe DJ Câmpuri-Vidra, în incinta fostei mănăstiri Vizantea                                                                  | sec. XVII                                                                             | Încarcă foto \| video | Raportează eroare |
| VN-II-m-A-06569.03                                  | Zid de incintă                                                               | sat Vizantea; comuna Vizantea                   | Pe DJ Câmpuri-Vidra, în incinta fostei mănăstiri Vizantea                                                                  | sec. XVII                                                                             |                       | Raportează eroare |
| VN-II-m-B-06570                                     | Biserica „Adormirea Maicii Domnului”                                         | sat Voetin; comuna Sihlea                       | În centrul satului, pe DJ Focșani- Rm.- Sărat                                                                              | 1808                                                                                  | Încarcă foto \| video | Raportează eroare |
| VN-II-m-A-06571 (RAN: 178769.02)                    | Biserica de lemn „Sf. Nicolae”                                               | sat Vrâncioaia; comuna Vrâncioaia               | În centrul satului, pe DC Năruja- Muncei 45.86414°N 26.72241°E                                                             | 1783                                                                                  | Alte imagini          | Raportează eroare |
| VN-III-m-B-06572                                    | Placă comemorativă Societatea Studenților Putneni                            | municipiul Focșani                              | Str. Bolliac Cezar 15, în incinta Liceului Unirea 45.69777°N 27.19173°E                                                    | 1921 Oscar Späthe (sculptor)                                                          |                       | Raportează eroare |
| VN-III-m-B-06573                                    | Monumentul Eroilor Regimentului 10 Dorobanți                                 | municipiul Focșani                              | Bd. București, în fața UM 01270 45.68422°N 27.1837°E                                                                       | 1914                                                                                  | Încarcă foto \| video | Raportează eroare |
| VN-III-m-B-06574                                    | Monumentul Eroilor Regimentului 11 Artilerie                                 | municipiul Focșani                              | Bd. București, în incinta MOPAF S.A. Vrancea 45.68109°N 27.18228°E                                                         | 1927                                                                                  |                       | Raportează eroare |
| VN-III-m-B-06577                                    | Statuia Independenței                                                        | municipiul Focșani                              | Bd. Cantemir Dimitrie 15, în fața Tribunalului 45.69685°N 27.18886°E                                                       | 1916                                                                                  |                       | Raportează eroare |
| VN-III-m-B-06575                                    | Bustul lui Nicolae Filipescu                                                 | municipiul Focșani                              | Str. Cuza Vodă 35 45.70076°N 27.18945°E                                                                                    | 1928 Oscar Späthe (sculptor)                                                          | Alte imagini          | Raportează eroare |
| VN-III-m-B-06576                                    | Bustul lui Gh. Rarincescu                                                    | municipiul Focșani                              | Str. Cuza Vodă 46 45.70222°N 27.19062°E                                                                                    | 1911 Cornel Medrea (sculptor)                                                         |                       | Raportează eroare |
| VN-III-m-B-06578                                    | Bustul lui Petre Liciu                                                       | municipiul Focșani                              | Str. Republicii 77, Parcul Teatrului 45.69907°N 27.18781°E                                                                 | 1913 Ion Mateescu (sculptor)                                                          |                       | Raportează eroare |
| VN-III-m-B-06579                                    | Monumentul Unirii                                                            | municipiul Focșani                              | Piața Unirii 45.69591°N 27.18467°E                                                                                         | 1974 Ion Jalea (sculptor)                                                             |                       | Raportează eroare |
| VN-III-m-B-06580                                    | Placă comemorativă (1916-1918)                                               | oraș Adjud                                      | Str. Libertății 15 46.09501°N 27.18343°E                                                                                   | 1921                                                                                  | Încarcă foto \| video | Raportează eroare |
| VN-III-m-B-06581                                    | Monumentul comemorativ Ștefan cel Mare                                       | sat Bârsești; comuna Bârsești                   | „Dumbrava” | 1904                                                                                  | Încarcă foto \| video | Raportează eroare |
| VN-III-m-B-06582                                    | Statuia generalissimului Alexandr Suvorov                                    | sat Dumbrăveni; comuna Dumbrăveni               | Str. Zamfirescu Duiliu 95, La intersecția E85 cu DJ Dumbrăveni - Vintileasca 45.54008°N 27.10621°E                         | înc. sec. XX Marius Butunoiu (sculptor)                                               |                       | Raportează eroare |
| VN-III-m-B-06583                                    | Bustul lui Alexandru Ioan Cuza                                               | oraș Mărășești                                  | Str. Republicii, Parcul Al. I. Cuza 45.87466°N 27.21638°E                                                                  | 1908 Temistocle Vidali (sculptor)                                                     |                       | Raportează eroare |
| VN-III-m-B-06584                                    | Monumentul Eroilor Regimentului 10 Dorobanți                                 | oraș Mărășești                                  | Str. Republicii 74, în curtea Liceului Mărășești 45.87487°N 27.21864°E                                                     | 1909                                                                                  |                       | Raportează eroare |
| VN-III-m-B-06585                                    | Bustul generalului Alexandru Averescu                                        | sat Mărăști; comuna Răcoasa                     | În incinta Mausoleului | 1928                                                                                  |                       | Raportează eroare |
| VN-III-m-A-06586                                    | Statuia Victoriei                                                            | localitate componentă Tișița; oraș Mărășești    | „Tișița”, E85, km 282 45.84566°N 27.21°E                                                                                   | 1934 Oscar Han                                                                        |                       | Raportează eroare |
| VN-III-m-B-06587                                    | Monumentul frăției de arme româno-franceze (1916 - 1919)                     | sat Varnița; comuna Răcoasa                     | În incinta școlii generale                                                                                                 | 1930                                                                                  |                       | Raportează eroare |
| VN-III-m-B-06588                                    | Monumentul Eroilor vrânceni din primul război mondial (1916-1919)            | sat Vidra; comuna Vidra                         | La intrarea în comună, DJ Focșani- Vidra 45.90972°N 26.91184°E                                                             | 1936                                                                                  | Încarcă foto \| video | Raportează eroare |
| VN-IV-a-B-20944                                     | Ansamblul memorial și de arhitectură Sihleanu-Grădișteanu-Ghica              | sat Sihlea; comuna Sihlea                       | | sec. XIX                                                                              | Încarcă foto \| video | Raportează eroare |
| VN-IV-m-B-20944.01                                  | Castelul Sihleanu-Grădișteanu-Ghica                                          | sat Sihlea; comuna Sihlea                       | | 1830                                                                                  | Încarcă foto \| video | Raportează eroare |
| VN-IV-m-B-20944.02                                  | Biserica Sfinții Împărați Constantin și Elena                                | sat Sihlea; comuna Sihlea                       | | 1860-1866                                                                             | Încarcă foto \| video | Raportează eroare |
| VN-IV-m-B-20944.03                                  | Bustul poetului Alexandru Sihleanu                                           | sat Sihlea; comuna Sihlea                       | Str. Sihleanu Alexandru 22                                                                                                 | 1914                                                                                  | Încarcă foto \| video | Raportează eroare |
| VN-IV-s-B-06589                                     | Cimitir evreiesc                                                             | municipiul Focșani                              | DJ Focșani- Petrești 45.71802°N 27.21003°E                                                                                 | sec. XIX                                                                              |                       | Raportează eroare |
| VN-IV-s-B-06590                                     | Cimitir evreiesc                                                             | municipiul Focșani                              | Str. Bălcescu Nicolae 18                                                                                                   | sec. XIX                                                                              | Încarcă foto \| video | Raportează eroare |
| VN-IV-m-B-06591                                     | Casa lui Anghel Saligny                                                      | municipiul Focșani                              | Str. Bărnuțiu Simion 9 | sf. sec. XIX                                                                          | Încarcă foto \| video | Raportează eroare |
| VN-IV-m-B-06592                                     | Mausoleul Eroilor (1916 - 1919)                                              | municipiul Focșani                              | Bd. București 45.68091°N 27.1827°E                                                                                         | 1926 State Baloșin (arhitect)                                                         | Alte imagini          | Raportează eroare |
| VN-IV-m-B-06594                                     | Bornă de hotar                                                               | municipiul Focșani                              | Piața Unirii 45.69878°N 27.19034°E                                                                                         | 1931                                                                                  |                       | Raportează eroare |
| VN-IV-m-B-06595                                     | Basorelief                                                                   | municipiul Focșani                              | Str. Mărășești 70, Cimitirul Nordic                                                                                        | 1939 Alexandru Călinescu (sculptor)                                                   | Încarcă foto \| video | Raportează eroare |
| VN-IV-m-B-06596                                     | Basorelief Gh. C. Longinescu                                                 | municipiul Focșani                              | Str. Mărășești 70, Cimitirul Nordic                                                                                        | 1934                                                                                  |                       | Raportează eroare |
| VN-IV-m-B-06597                                     | Basorelief Zamfir I. Gheorghiu                                               | municipiul Focșani                              | Str. Mărășești 70, Cimitirul Nordic 45.71123°N 27.17987°E                                                                  | 1900 Oscar Späthe (sculptor)                                                          | Alte imagini          | Raportează eroare |
| VN-IV-m-B-06598                                     | Basorelief maior Lazăr Nicolescu - Voitineanu                                | municipiul Focșani                              | Str. Mărășești 70, Cimitirul Nordic 45.7117°N 27.18023°E                                                                   | 1905 Carol Storck (sculptor)                                                          |                       | Raportează eroare |
| VN-IV-m-B-06599                                     | Basorelief Elena Cardaș                                                      | municipiul Focșani                              | Str. Mărășești 70, Cimitirul Nordic 45.71189°N 27.18026°E                                                                  | 1903 Carol Storck (sculptor)                                                          |                       | Raportează eroare |
| VN-IV-m-B-06600                                     | Bustul lui D. Nicolaidi                                                      | municipiul Focșani                              | Str. Mărășești 70, Cimitirul Nordic 45.71199°N 27.18036°E                                                                  | 1909 Constantin Bălăcescu (sculptor)                                                  |                       | Raportează eroare |
| VN-IV-m-B-06602                                     | Bustul inspectorului de artilerie Mihai Pastia                               | municipiul Focșani                              | Str. Mărășești 70, Cimitirul Nordic 45.71112°N 27.18006°E                                                                  | sf. sec. XIX Carol Storck (sculptor)                                                  | Alte imagini          | Raportează eroare |
| VN-IV-m-B-06603                                     | Basorelief Zoe și Dumitru Bengescu                                           | municipiul Focșani                              | Str. Mărășești 70, Cimitirul Nordic 45.71098°N 27.17975°E                                                                  | 1915 Oscar Späthe (sculptor)                                                          |                       | Raportează eroare |
| VN-IV-m-B-06604                                     | Basorelief general Rașcu                                                     | municipiul Focșani                              | Str. Mărășești 70, Cimitirul Nordic 45.71077°N 27.18006°E                                                                  | înc. sec. XX Oscar Späthe (sculptor)                                                  |                       | Raportează eroare |
| VN-IV-s-B-06605                                     | Cimitirul Eroilor români (1916 - 1919)                                       | municipiul Focșani                              | Str. Mărășești 70, Cimitirul Nordic 45.71121°N 27.18111°E                                                                  | 1901                                                                                  |                       | Raportează eroare |
| VN-IV-s-B-06606                                     | Cimitirul ostașilor români, ruși, germani, austrieci și unguri (1916 - 1919) | municipiul Focșani                              | Str. Răsăritului 37, Cimitirul Mina - Bahne 45.69591°N 27.20163°E                                                          | 1931-1932                                                                             |                       | Raportează eroare |
| VN-IV-m-B-06607                                     | Bustul dr. N. Eliean                                                         | municipiul Focșani                              | Str. Vâlcele 17, Cimitirul Sudic 45.69353°N 27.16558°E                                                                     | 1918 Horia Boambă (sculptor)                                                          |                       | Raportează eroare |
| VN-IV-m-B-06608                                     | Bustul Mariei Georgescu                                                      | municipiul Focșani                              | Str. Vâlcele 17, Cimitirul Sudic 45.69368°N 27.16592°E                                                                     | 1921 Teodor Burcă (sculptor)                                                          |                       | Raportează eroare |
| VN-IV-m-B-06609                                     | Cavoul Periețeanu                                                            | municipiul Focșani                              | Str. Vâlcele 17, Cimitirul Sudic 45.69394°N 27.16622°E                                                                     | sec. XIX Statie Ciortan (arhitect)                                                    |                       | Raportează eroare |
| VN-IV-m-B-06610                                     | Cavoul Simionescu-Râmniceanu                                                 | municipiul Focșani                              | Str. Vâlcele 17, Cimitirul Sudic 45.69345°N 27.166°E                                                                       | 1899 Ion Mincu (arhitect)                                                             |                       | Raportează eroare |
| VN-IV-m-B-06611                                     | Monumentul Eroilor români și ruși (1916-1918)                                | oraș Adjud                                      | Str. Republicii 2, în cimitirul orașului 46.101°N 27.1795°E                                                                | sec. XX                                                                               |                       | Raportează eroare |
| VN-IV-m-B-06612                                     | Monumentul Eroilor (1877 - 1878 și 1916 - 1919)                              | sat Bălești; comuna Bălești                     | În centrul satului, în fața dispensarului 45.43998°N 27.23293°E                                                            | sec. XX                                                                               | Încarcă foto \| video | Raportează eroare |
| VN-IV-m-B-06613                                     | Monumentul Eroilor (1877 - 1878 și 1916 - 1919)                              | sat Bârsești; comuna Bârsești                   | În incinta bisericii | 1934                                                                                  | Încarcă foto \| video | Raportează eroare |
| VN-IV-s-A-06614                                     | Cimitirul ostașilor români și germani (1916-1919)                            | sat Bordești; comuna Bordești                   | DJ Focșani-Bordești 45.5485°N 27.02773°E                                                                                   | 1930-1932                                                                             |                       | Raportează eroare |
| VN-IV-m-B-06615                                     | Monumentul Eroilor (1916 - 1918)                                             | sat Câmpineanca; comuna Câmpineanca             | în centrul satului, pe DJ Focșani - Odobești, lângă grădinița de copii 45.71032°N 27.12707°E                               | 1927                                                                                  |                       | Raportează eroare |
| VN-IV-m-B-06616                                     | Troița Eroilor (1916 - 1918)                                                 | sat Cârligele; comuna Cârligele                 | La intrarea în sat, punctul „Răspântie” 45.67605°N 27.08933°E                                                              | 1933                                                                                  | Încarcă foto \| video | Raportează eroare |
| VN-IV-m-B-06617                                     | Monumentul Eroilor (1916 - 1918)                                             | sat Domnești; comuna Pufești                    | Lângă Biserica Domnească                                                                                                   | 1928                                                                                  | Încarcă foto \| video | Raportează eroare |
| VN-IV-m-B-06618                                     | Casa lui Alexandru Vlahuță                                                   | sat Dragosloveni; comuna Dumbrăveni             | Str. Vlahuță Alexandru 3 45.5658°N 27.1017°E                                                                               | sec. XIX                                                                              | Alte imagini          | Raportează eroare |
| VN-IV-m-A-06619                                     | Mausoleul Eroilor (1916 - 1919)                                              | sat Dragosloveni; comuna Soveja                 | La intrarea în stațiunea Soveja 45.998°N 26.63986°E                                                                        | 1929 George Cristinel (arhitect)                                                      |                       | Raportează eroare |
| VN-IV-s-B-06620                                     | Cimitirul ostașilor germani (1916 - 1919)                                    | sat Dragosloveni; comuna Soveja                 | În stațiunea Soveja, la limita incintei Mănăstirii Soveja 45.99891°N 26.6447°E                                             | înc. sec. XX                                                                          |                       | Raportează eroare |
| VN-IV-m-B-06621                                     | Monumentul Eroilor (1877 - 1878)                                             | sat Dumitrești; comuna Dumitrești               | la intersecția DJ Focșani - Dumitrești și Rm. Sărat - Dumitrești 45.55058°N 26.92943°E                                     | 1909                                                                                  | Încarcă foto \| video | Raportează eroare |
| VN-IV-m-B-06622                                     | Monumentul Eroilor (1916 - 1918)                                             | sat Florești; comuna Câmpineanca                | În fața primăriei 45.71382°N 27.12849°E                                                                                    | 1927                                                                                  |                       | Raportează eroare |
| VN-IV-m-B-06623                                     | Monumentul Eroilor (1916 - 1918)                                             | sat Gugești; comuna Gugești                     | Str. Unirii, în fața bisericii                                                                                             | 1930                                                                                  | Încarcă foto \| video | Raportează eroare |
| VN-IV-m-B-06624                                     | Casa lui Moș Ion Roată                                                       | sat Gura Văii; comuna Câmpuri                   | În centrul satului, pe DJ Focșani- Soveja 46.02402°N 26.76884°E                                                            | sec. XIX                                                                              |                       | Raportează eroare |
| VN-IV-m-B-06625                                     | Troița Eroilor (1916 - 1918)                                                 | sat Hăulișca; comuna Păulești                   | În incinta bisericii | 1937                                                                                  | Încarcă foto \| video | Raportează eroare |
| VN-IV-m-B-06626                                     | Monumentul Eroilor (1916 - 1918)                                             | sat Jitia; comuna Jitia                         | „Jitia de Sus” | 1934                                                                                  | Încarcă foto \| video | Raportează eroare |
| VN-IV-m-B-06627                                     | Monumentul Eroilor (1916 - 1918)                                             | sat Jorăști; comuna Vânători                    | În incinta bisericii | 1921                                                                                  | Încarcă foto \| video | Raportează eroare |
| VN-IV-m-B-06628                                     | Monumentul Eroilor (1916 - 1918)                                             | sat Lespezi; comuna Homocea                     | Str. Artera Principală, DC Homocea - Lespezi                                                                               | 1932                                                                                  | Încarcă foto \| video | Raportează eroare |
| VN-IV-m-B-06629                                     | Monumentul Eroilor (1877 - 1878)                                             | sat Măicănești; comuna Măicănești               | În fața primăriei 45.50222°N 27.49027°E                                                                                    | 1912                                                                                  | Încarcă foto \| video | Raportează eroare |
| VN-IV-m-B-06630                                     | Bustul subl. Gabriel Pruncu                                                  | oraș Mărășești                                  | Str. Doina, în spatele gării 45.87575°N 27.2153°E                                                                          | 1927 Ion Dimitriu-Bârlad (sculptor)                                                   |                       | Raportează eroare |
| VN-IV-m-A-06631                                     | Mausoleul Eroilor (1916 - 1919)                                              | oraș Mărășești                                  | Șos. Națională 223 45.87196°N 27.20897°E                                                                                   | 1923-1938 George Cristinel (arhitect), Ion Jalea (sculptor), Cornel Medrea (sculptor) |                       | Raportează eroare |
| VN-IV-m-A-06632                                     | Mausoleul Eroilor (1916 - 1919)                                              | sat Mărăști; comuna Răcoasa                     | Câmpul Istoric Mărăști 46.01981°N 26.83963°E                                                                               | 1928 Spiridon Georgescu (sculptor)                                                    |                       | Raportează eroare |
| VN-IV-m-B-06633                                     | Monumentul Eroilor (1916 - 1918)                                             | sat Nereju; comuna Nereju                       | În incinta bisericii | 1940                                                                                  |                       | Raportează eroare |
| VN-IV-m-B-06634                                     | Monumentul Eroilor (1916 - 1918)                                             | sat Obrejița; comuna Obrejița                   | Str. Bisericii 562, În incinta bisericii Sf. Dumitru 45.5003°N 27.08153°E                                                  | 1938                                                                                  | Încarcă foto \| video | Raportează eroare |
| VN-IV-m-B-06635                                     | Monumentul Eroilor (1916 - 1918)                                             | oraș Odobești                                   | Str. Libertății 340 45.73963°N 27.10197°E                                                                                  | 1934                                                                                  |                       | Raportează eroare |
| VN-IV-m-B-06636                                     | Monumentul Eroilor (1916 - 1918)                                             | oraș Odobești                                   | Parcul Civic 45.76018°N 27.0653°E                                                                                          | 1921 Teodor Burcă (sculptor)                                                          |                       | Raportează eroare |
| VN-IV-s-B-06637                                     | Cimitir evreiesc                                                             | oraș Odobești                                   | Str. Ștefan cel Mare 8 45.7572°N 27.06423°E                                                                                | sec. XIX                                                                              |                       | Raportează eroare |
| VN-IV-m-B-06638                                     | Monumentul Eroilor Regimentului 10 Putna căzuți în 1913                      | oraș Odobești                                   | Str. Ștefan cel Mare 44 45.76442°N 27.07023°E                                                                              | 1914                                                                                  |                       | Raportează eroare |
| VN-IV-s-B-06639                                     | Cimitir evreiesc                                                             | oraș Panciu                                     | La ieșirea din oraș, spre E, către satul Haret                                                                             | sec. XIX                                                                              | Încarcă foto \| video | Raportează eroare |
| VN-IV-m-B-06640                                     | Monumentul Eroilor (1916 - 1918)                                             | oraș Panciu                                     | Str. Titulescu Nicolae 45.90787°N 27.08822°E                                                                               | 1928 George Dimitriu (sculptor)                                                       | Alte imagini          | Raportează eroare |
| VN-IV-m-B-06641                                     | Monumentul Eroilor (1877 - 1878)                                             | sat Păulești; comuna Păulești                   | Incinta cimitirului bisericii Sfânta Maria                                                                                 | 1927                                                                                  | Încarcă foto \| video | Raportează eroare |
| VN-IV-m-B-06642                                     | Monumentul Eroilor (1877 - 1878)                                             | sat Păunești; comuna Păunești                   | La V de biserică 46.03148°N 27.10922°E                                                                                     | 1909                                                                                  |                       | Raportează eroare |
| VN-IV-m-B-06643                                     | Bustul N. Ifrim                                                              | sat Ploscuțeni; comuna Ploscuțeni               | În incinta schitului Sihastru                                                                                              | 1920                                                                                  | Încarcă foto \| video | Raportează eroare |
| VN-IV-m-B-06644                                     | Troița Eroilor (1916 - 1919)                                                 | sat Poienița; comuna Dumitrești                 | DC Poienița-Lăstuni | 1936                                                                                  | Încarcă foto \| video | Raportează eroare |
| VN-IV-m-B-06645                                     | Monumentul Eroilor (1916 - 1918)                                             | sat Popești; comuna Popești                     | În incinta bisericii | 1938                                                                                  | Încarcă foto \| video | Raportează eroare |
| VN-IV-m-B-06646                                     | Troița Eroilor (1877 - 1878 și 1916 - 1918)                                  | sat Prisaca; comuna Valea Sării                 | În incinta bisericii | 1941                                                                                  | Încarcă foto \| video | Raportează eroare |
| VN-IV-m-B-06647                                     | Monumentul Eroilor Regimentului 2 Grăniceri (1877 - 1878)                    | sat Răcoasa; comuna Răcoasa                     | În incinta Căminului Cultural 45.99183°N 26.88448°E                                                                        | 1916                                                                                  |                       | Raportează eroare |
| VN-IV-m-B-06648                                     | Monumentul Eroilor (1916 - 1919)                                             | sat Rădăcinești; comuna Corbița                 | În centrul satului, pe DN11A                                                                                               | 1926                                                                                  | Încarcă foto \| video | Raportează eroare |
| VN-IV-m-B-06649                                     | Monumentul Eroilor (1877 - 1878 și 1916 - 1919)                              | sat Răstoaca; comuna Răstoaca                   | Str. Brăilei 45.6589°N 27.28258°E                                                                                          | 1927                                                                                  | Încarcă foto \| video | Raportează eroare |
| VN-IV-m-B-06650                                     | Monumentul Eroilor (1877 - 1878 și 1916 - 1919)                              | sat Ruginești; comuna Ruginești                 | În incinta Grădiniței de copii                                                                                             | 1936                                                                                  | Încarcă foto \| video | Raportează eroare |
| VN-IV-m-B-06651                                     | Monumentul Eroilor (1877 - 1878)                                             | sat Suraia; comuna Suraia                       | În centrul satului, la 1 km în partea de N a drumului comunal 45.67912°N 27.39251°E                                        | 1909                                                                                  |                       | Raportează eroare |
| VN-IV-m-B-06652                                     | Monumentul Eroilor (1916 - 1919)                                             | sat Tănăsoaia; comuna Tănăsoaia                 | În fața Primăriei 46.10468°N 27.38947°E                                                                                    | 1929                                                                                  | Încarcă foto \| video | Raportează eroare |
| VN-IV-s-A-06653                                     | Cimitirul ostașilor germani (1916 - 1919)                                    | sat Bătinești, comuna Țifești                   | „Frunzoaia”, pe DJ Tișița-Panciu 45.8572°N 27.1642°E                                                                       | 1924                                                                                  |                       | Raportează eroare |
| VN-IV-m-B-06654                                     | Monumentul Eroilor (1877 - 1878)                                             | sat Vârteșcoiu; comuna Vârteșcoiu               | În incinta școlii 45.74359°N 27.07052°E                                                                                    | 1909                                                                                  | Încarcă foto \| video | Raportează eroare |
| VN-IV-m-B-06655                                     | Monumentul Eroilor (1916 - 1919)                                             | sat Voetin; comuna Sihlea                       | În curtea școlii generale                                                                                                  | 1937                                                                                  | Încarcă foto \| video | Raportează eroare |

## Vezi și
- Lista siturilor arheologice din județul Vrancea